# Толстянковые
Толстянковые (лат. Crassulaceae) — семейство суккулентных двудольных растений из порядка Камнеломкоцветные, характеризующихся сочными листьями и уникальной формой фотосинтеза, известной как CAM-фотосинтез.
Толстянковые — это монофилетическое семейство среднего размера из основных эвдикотов порядка Камнеломкоцветные (Saxifragales), разнообразие которого очень затрудняет внутрисемейную классификацию. Семейство включает около 1400 видов и 36 родов (данные на 2022 год), в зависимости от охвата рода Очиток, и распределено по трем подсемействам. Представители Толстянковых встречаются по всему миру, но в основном в Северном полушарии и на юге Африки, как правило, в засушливых и / или холодных районах, где может быть мало воды, хотя некоторые из них являются водными.
Толстянковые в основном многолетние растения и имеют экономическое значение как садовые растения. Многие виды семейства имеют причудливую, интригующую внешность и довольно выносливы, обычно требуют минимального ухода.

## Название
Crassulaceae: от лат. crassus = толстый.

## Ботаническое описание

Растения семейства Толстянковые являются популярными декоративными растениями

Толстянковые — это семейство морфологически разнообразных наземных многолетних, редко однолетних или монокарпиические (цветущих один раз в жизни) цветковых растений, демонстрирующих ксерофитную адаптацию, с толстыми сочными листьями, толстой восковой кутикулой и кислотным метаболизмом. Толстянковые, как правило, травянистые, но есть некоторые полукустарники и относительно немного древовидных, эпифитных (растущих на поверхности растений) или водных растений. Большинство видов представляют собой травянистые листовые суккуленты с 5-частными цветками, изомерными свободными плодолистиками и одним или двумя оборотами тычинок.
Стебли иногда сочные, как и подземные побеги, и могут образовывать корневища или клубнелуковицы. Луковицы могут образовываться по краям стебля или листьев. Расположение листьев супротивное и перекрестное или очередное и спиральное, они часто собраны в розетки. Форма листа простая (редко перистая) и обычно цельная или от городчатой до широколопастной, иногда зубчатая или более глубоко надрезанная, голая (гладкая) или войлочно-опушенная. В поперечном сечении листовые пластинки плоские или округлые. Они могут быть сидячими или черешковыми. Прилистники отсутствуют. Новые растения часто легко образуются из вегетативных частей, отпадающих от родительского растения.

## Классификация
Первоначально описан Сент-Илером в 1805 году как «Crassuleae» и поэтому носит его имя как ботанический авторитет. Власть также иногда давалась Огюстену Декандолю (DC), который впервые использовал термин «Crassulaceae» в 1815 году. Позже Декандоль поместил семейство среди двудольных.
Одним из наиболее полных методов изучения была ревизия Алвина Бергера в 1930 году. В то время семейство насчитывало около 1500 видов, распределенных по шести подсемействам и 33 родам. Состав семейства оставался относительно стабильным, за исключением помещения рода Penthorum, который иногда помещали либо в собственное монородовое семейство Пятичленник, либо в Камнеломковые. Когда Penthorum был отделен от Толстянковых, последние стали естественной монофилетической группой. Некоторые более поздние авторы, такие как Артур Кронквист, включали только 900 видов. Тиеде и Эггли (2007) в своей трактовке семейства описывают 34 рода, насчитывающих около 1410 видов. Размер потомства значительно варьируется: от Очитка, самого крупного, насчитывающего 300—500 видов, до самых мелких, монотипных. Оценки количества видов варьировались от 1500 (Berger, 1930) до 900 (Cronquist, 1981).
Молекулярная филогенетика показала, что морфологические признаки и числа хромосом настолько неустойчивы в семействе, что их нельзя надежно использовать для вывода об эволюции даже на низких таксономических уровнях, за немногими исключениями. Например, Прометеум и Розеточница были отделены от Очитка по их основным числам хромосом.

### Таксономия
Crassulaceae J.St.-Hil., Expos. Fam. Nat. 2: 123. 1805 [Feb-Apr 1805] (as «Crassuleae») (1805)
Семейство Толстянковые входит в порядок Камнеломкоцветные (Saxifragales), относящийся к дочерней кладе Суперрозиды клады Эвдикоты в составе клады Цветковые растения. Кладограмма в соответствии с Системой APG IV по состоянию на декабрь 2023 года:
|  |                          |  |                                   |                           |              |  | еще 14 семейств |         |  |            |
|  |                          |  |                                   |                           |              |  |                 |         |  |            |
|  |                          |  |                                   | порядок Камнеломкоцветные |              |  |                 |         |  |            |
|  |                          |  |                                   |                           |              |  |                 |         |  | 1 702 вида |
|  | клада Цветковые растения |  |                                   |                           | Толстянковые |  |                 | 53 рода |  |            |
|  | клада Цветковые растения |  |                                   |                           |              |  |                 | 53 рода |  |            |
|  |                          |  | ещё 63 порядка цветковых растений |                           |              |  |                 |         |  |            |
|  |                          |  |                                   |                           |              |  |                 |         |  |            |

### Роды
Некоторые роды по данным сайта POWO на 2022 год:
- Adromischus Lem. — Адромискус
- Aeonium Webb & Berthel. — Эониум
- Afrovivella A.Berger
- Aichryson Webb & Berthel. — Аихризон
- Chaloupkaea Niederle
- Chiastophyllum (Ledeb.) A.Berger — Хиастофиллум
- Cotyledon L. — Котиледон
- Crassula L. — Толстянка
- Cremnophila Rose
- Dudleya Britton & Rose — Дудлея
- Echeveria DC. — Эчеверия, или Эхеверия
- Graptopetalum Rose — Пятнистолепестник
- Hylotelephium H.Ohba — Очитник
- Hypagophytum A.Berger
- Kalanchoe Adans. — Каланхоэ
- Kungia K.T.Fu
- Lenophyllum Rose — Ленофиллюм
- Meterostachys Nakai
- Monanthes Haw. — Монантес
- Orostachys Fisch. — Горноколосник
- Pachyphytum Link, Klotzsch & Otto — Пахифитум
- Perrierosedum (A.Berger) H.Ohba
- Petrosedum Grulich — Скальноочиток
- Phedimus Raf. — Федимус
- Pistorinia DC. — Писториния
- Prometheum (A.Berger) H.Ohba
- Pseudosedum (Boiss.) A.Berger — Ложноочиток
- Rhodiola L. — Родиола
- Rosularia (DC.) Stapf — Розеточница
- Sedum L. — Очиток
- Sempervivum L. — Молодило
- Sinocrassula A.Berger
- Thompsonella Britton & Rose — Томпсонелла
- Tylecodon Toelken — Тилекодон
- Umbilicus DC. — Умбиликус
- Villadia Rose — Вилладия

## Галерея
Некоторые роды и их представители:

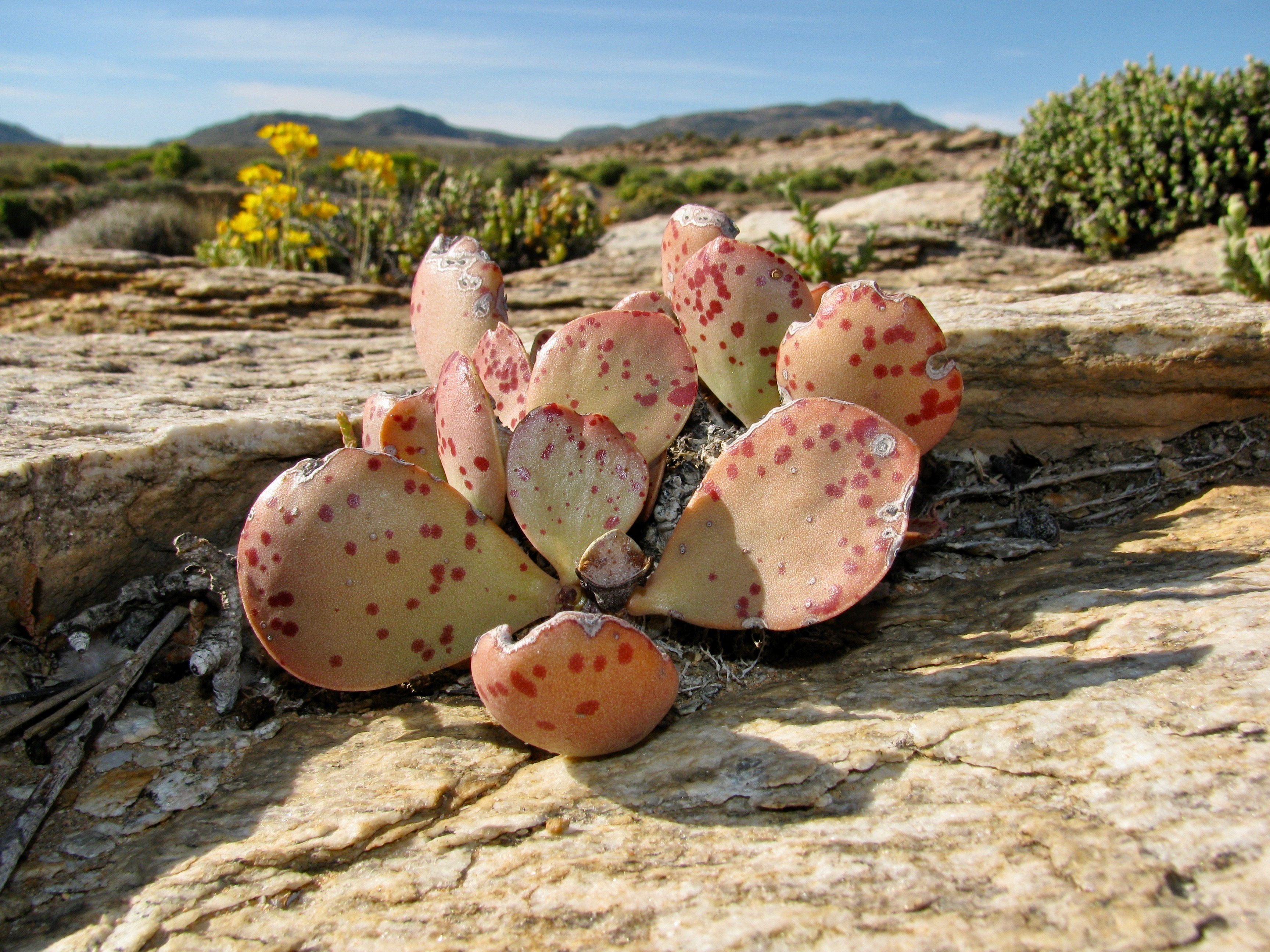
Adromischus alstonii
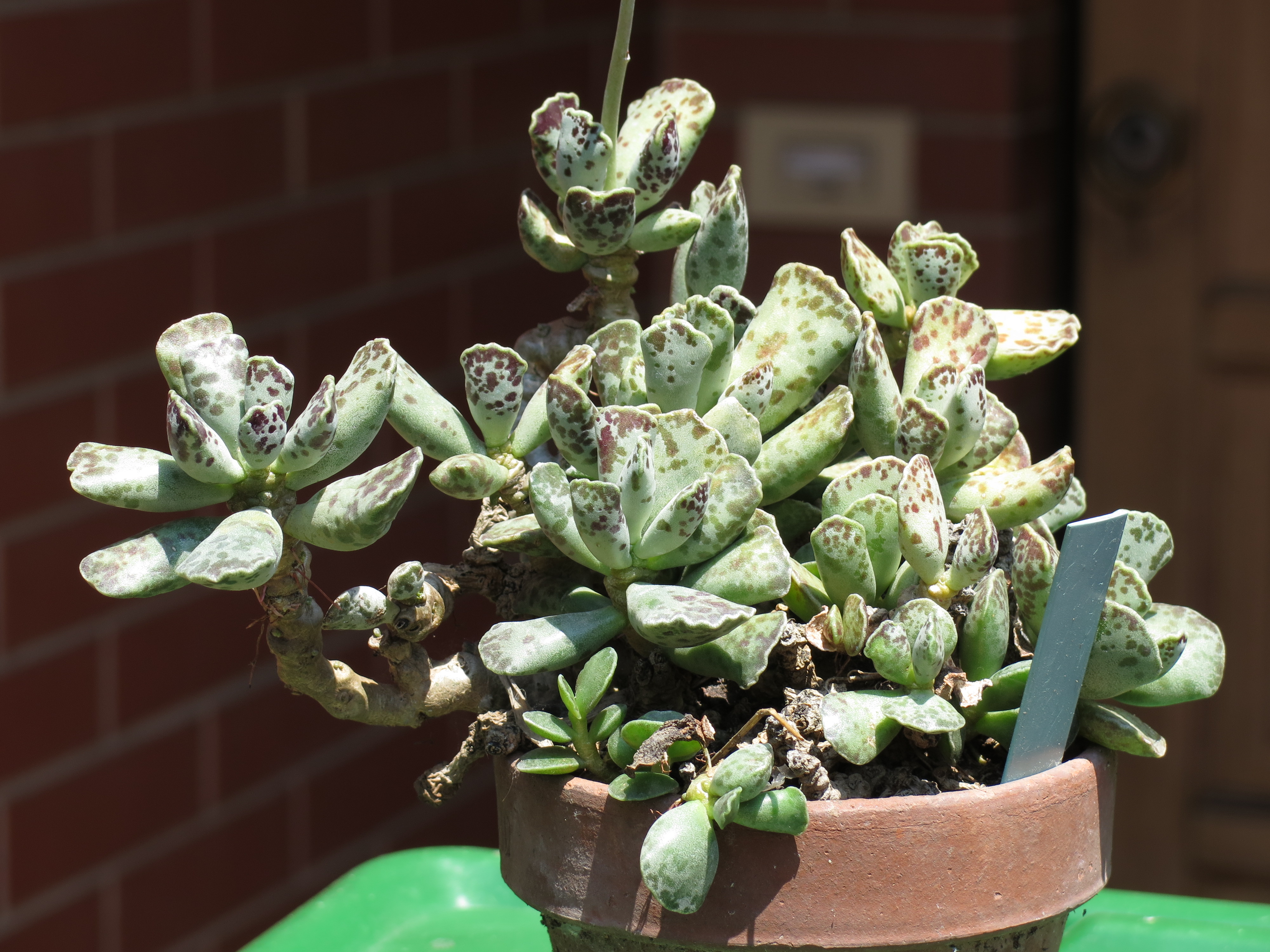
Adromischus cooperi
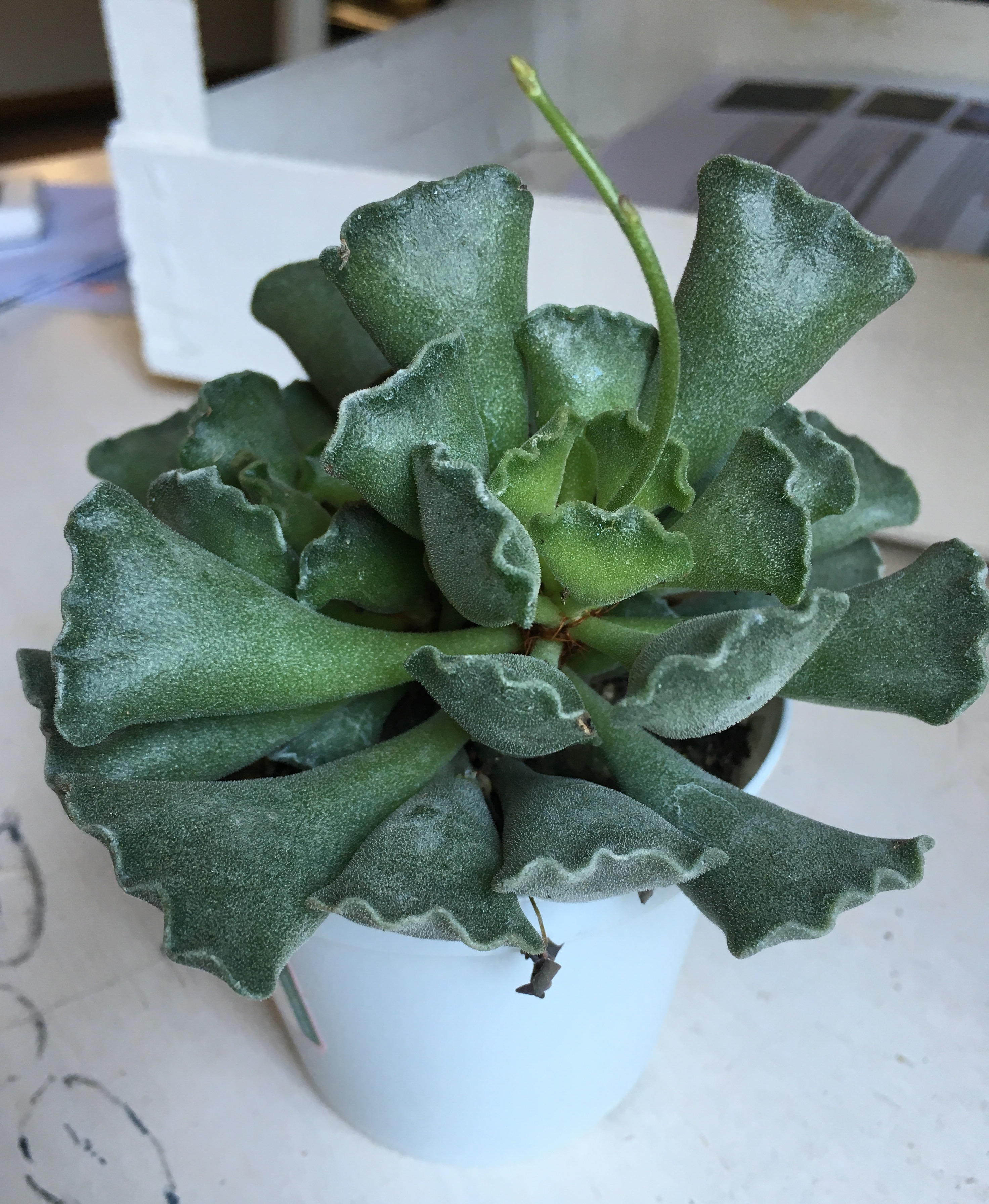
Adromischus cristatus
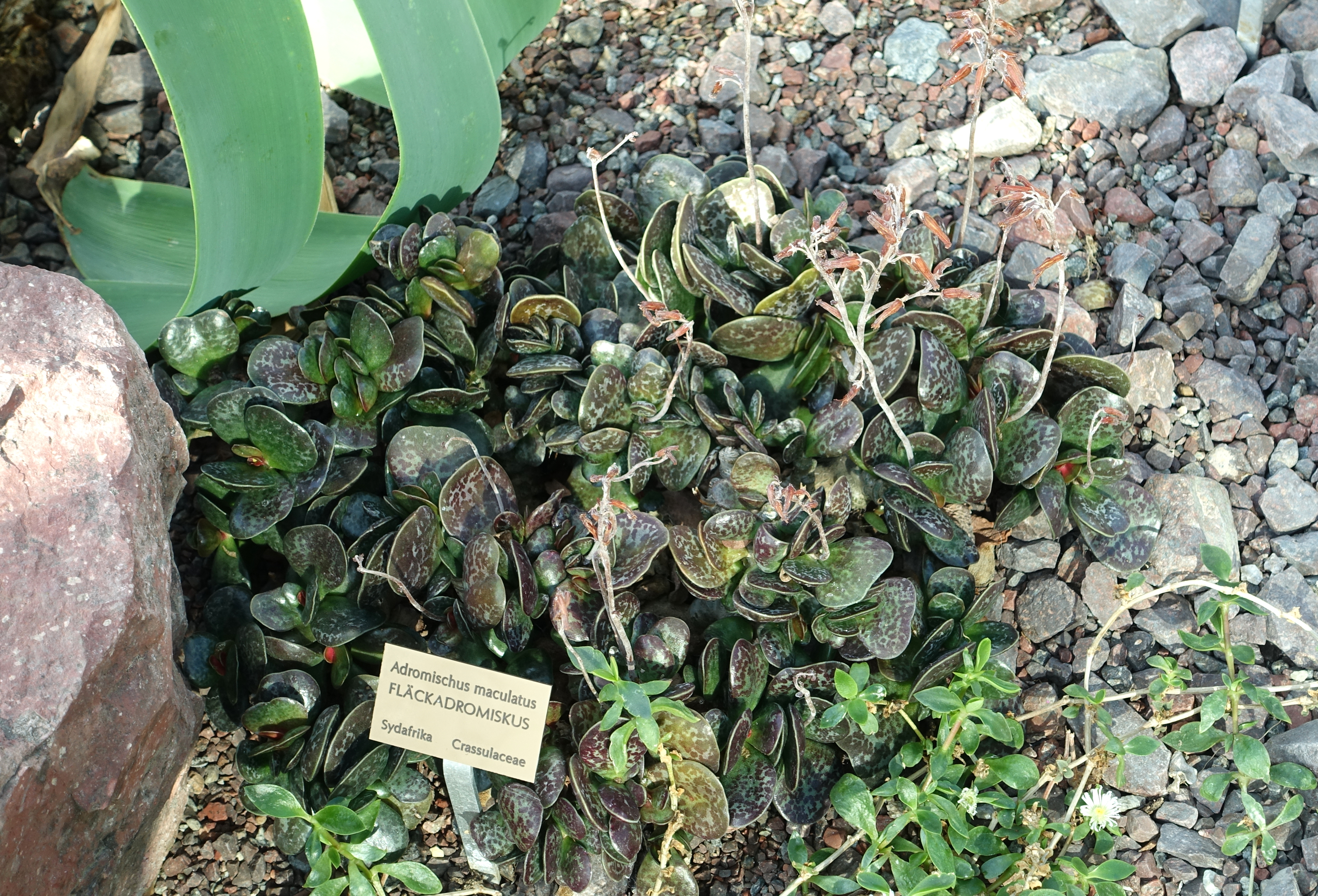
Adromischus maculatus
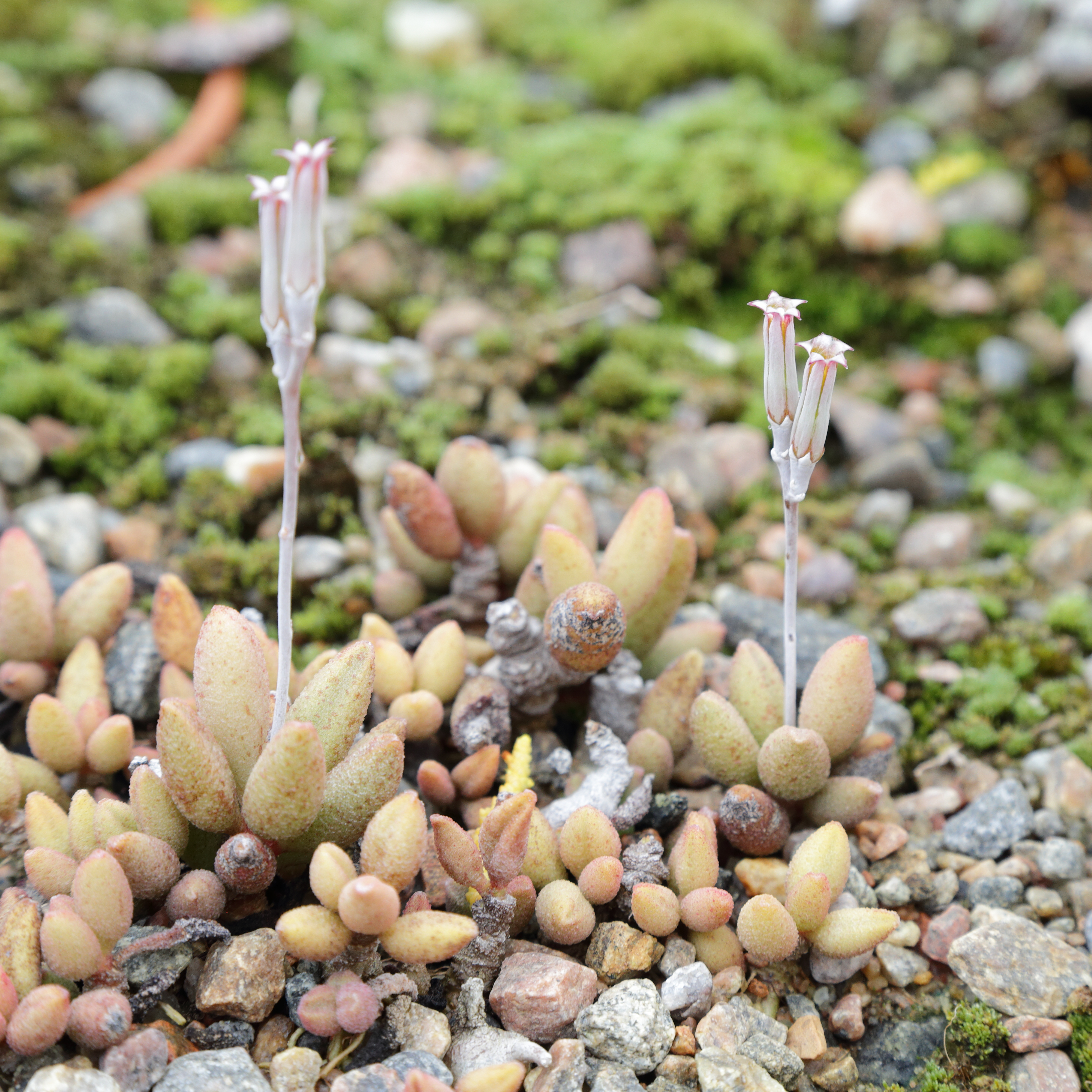
Adromischus marianiae
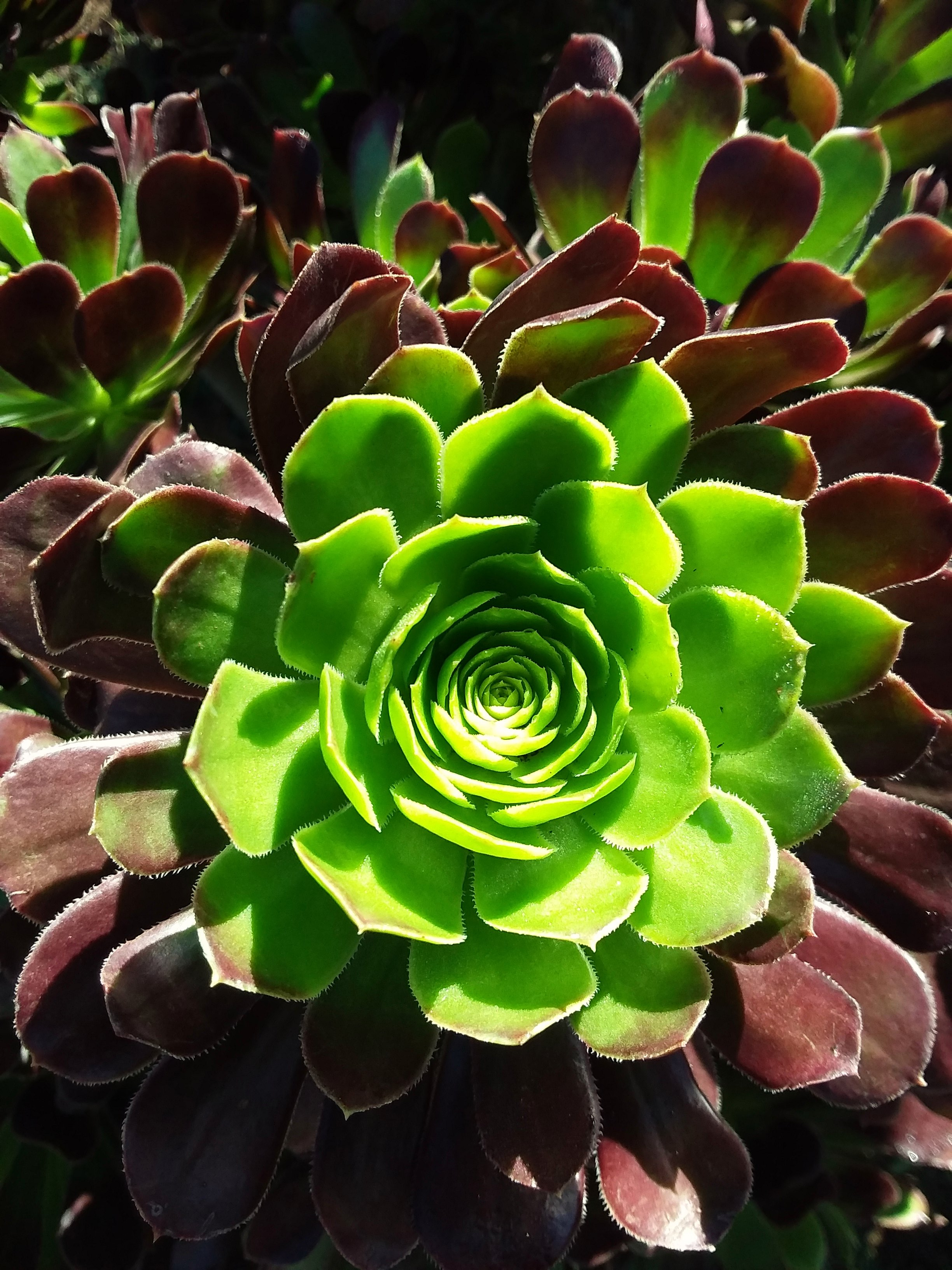
Aeonium arboreum
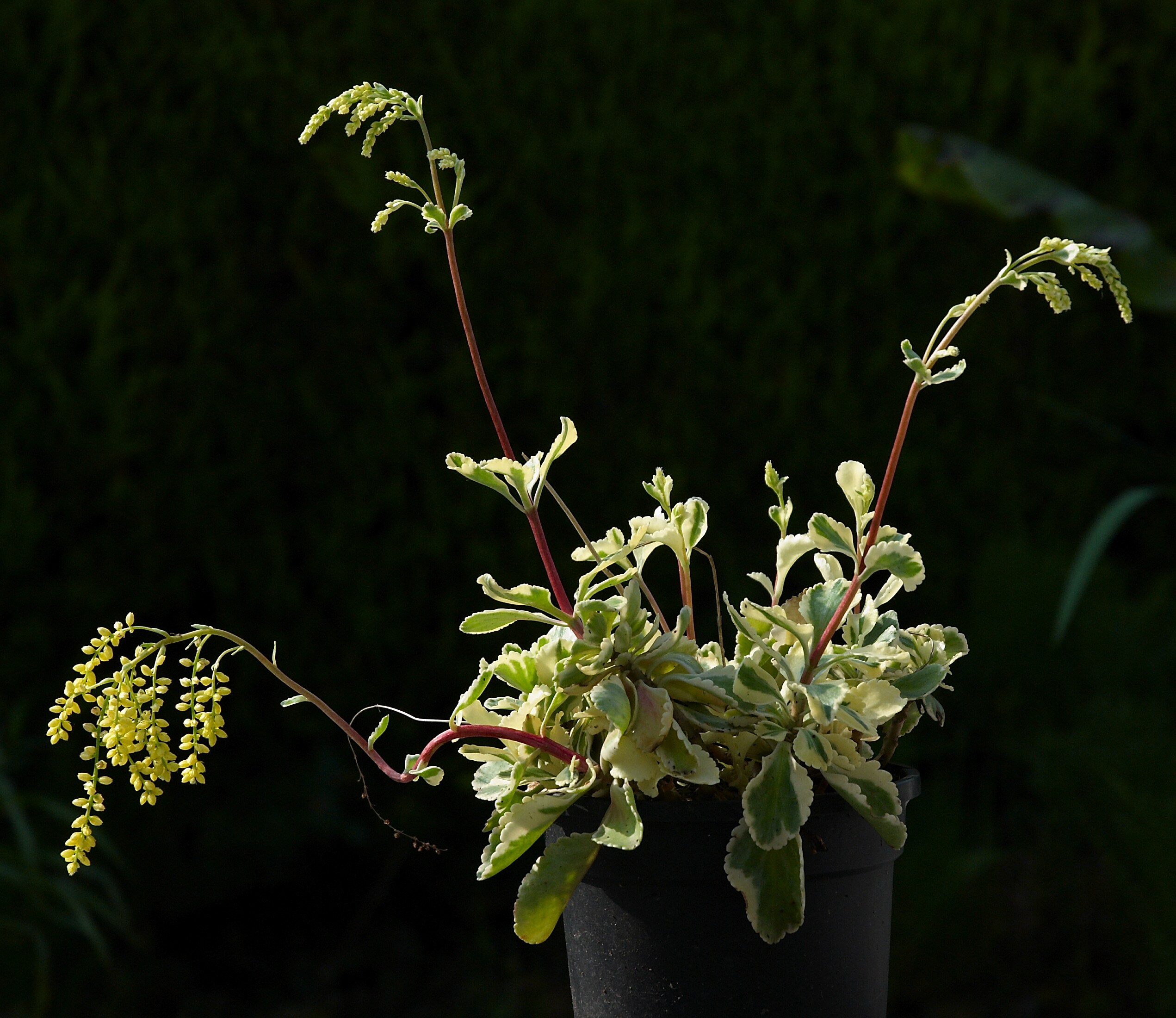
Chiastophyllum oppositifolium
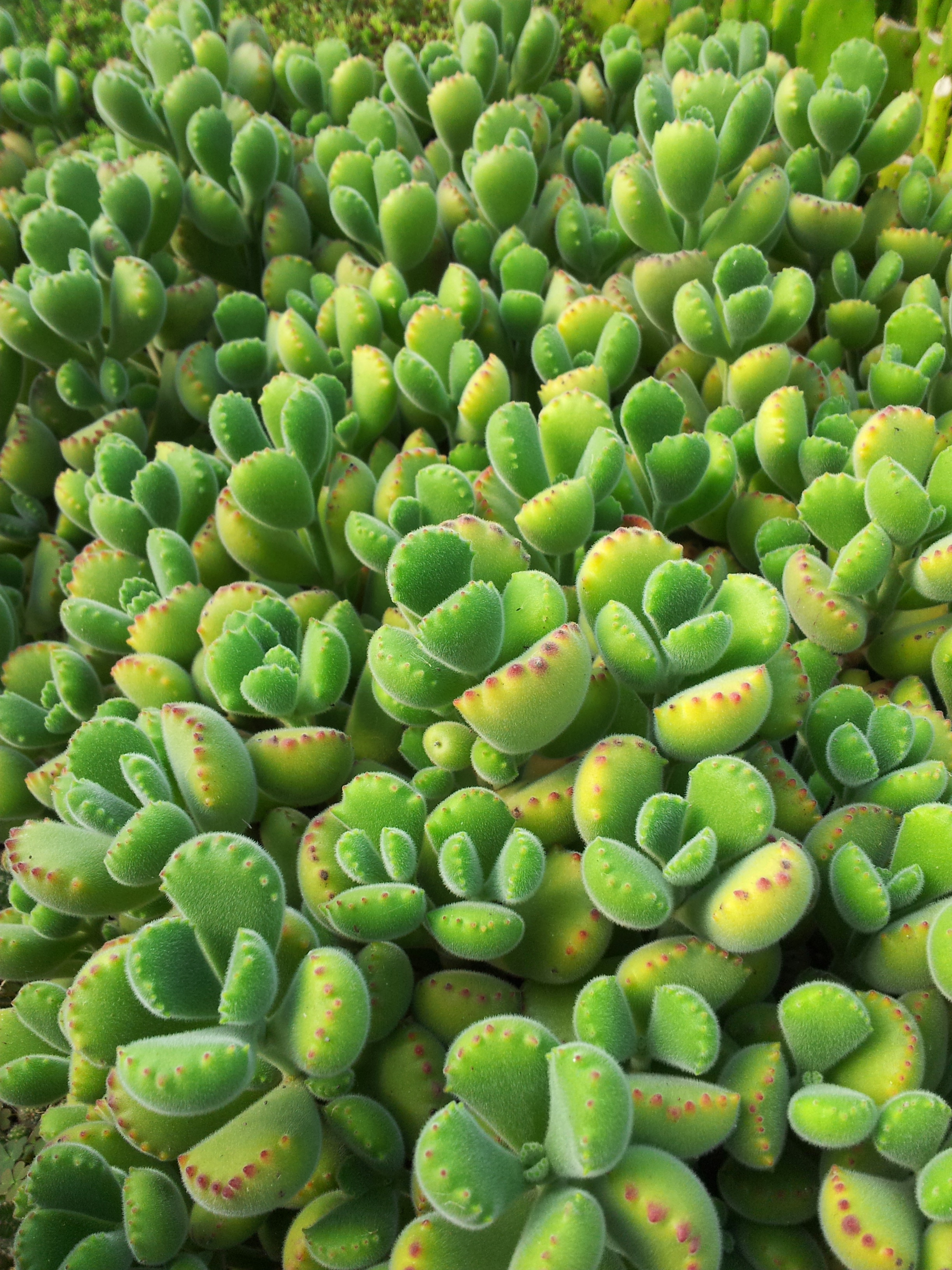
Cotyledon tomentosa
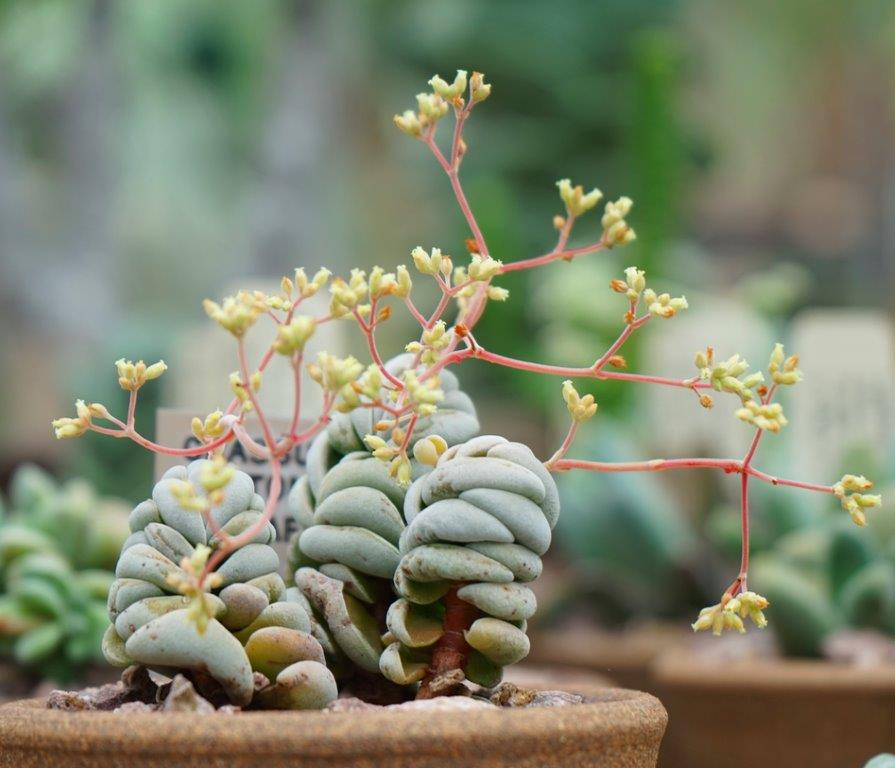
Crassula alstonii
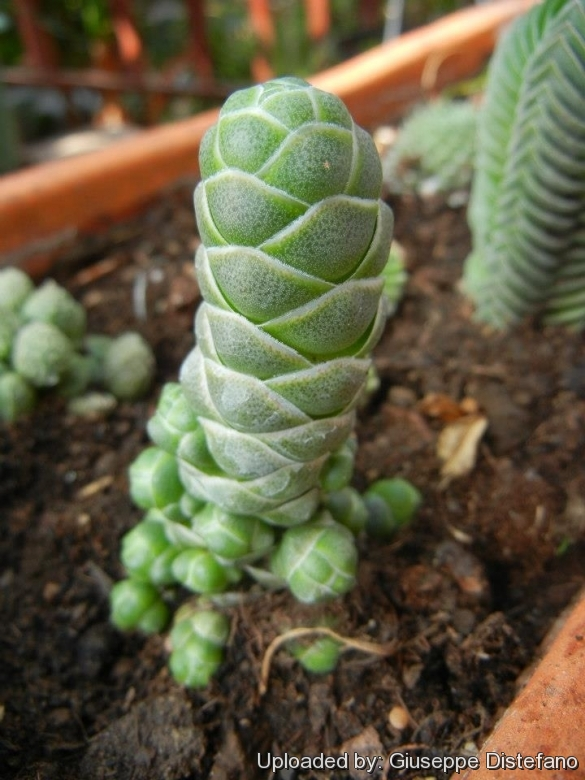
Crassula barklyi
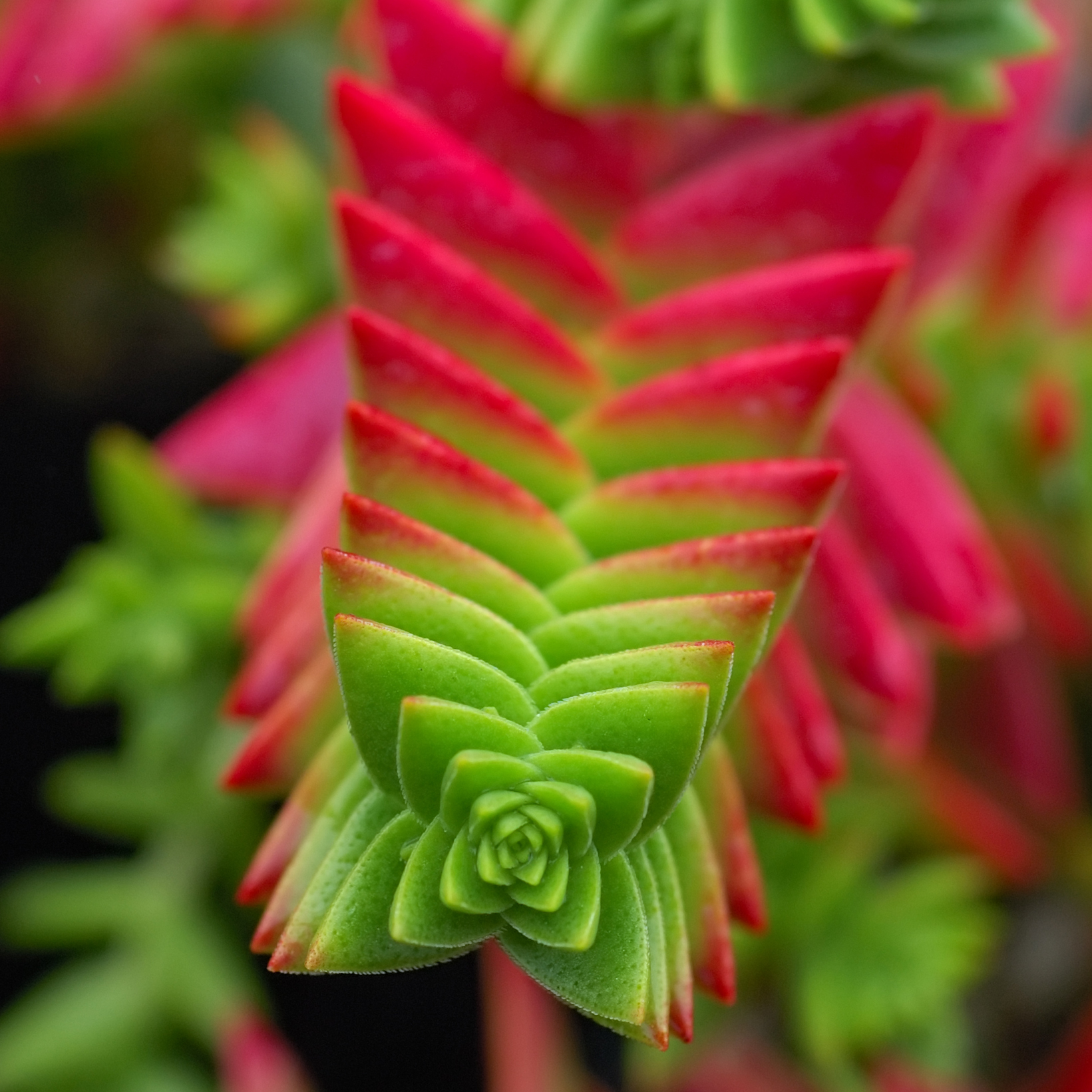
Crassula capitella
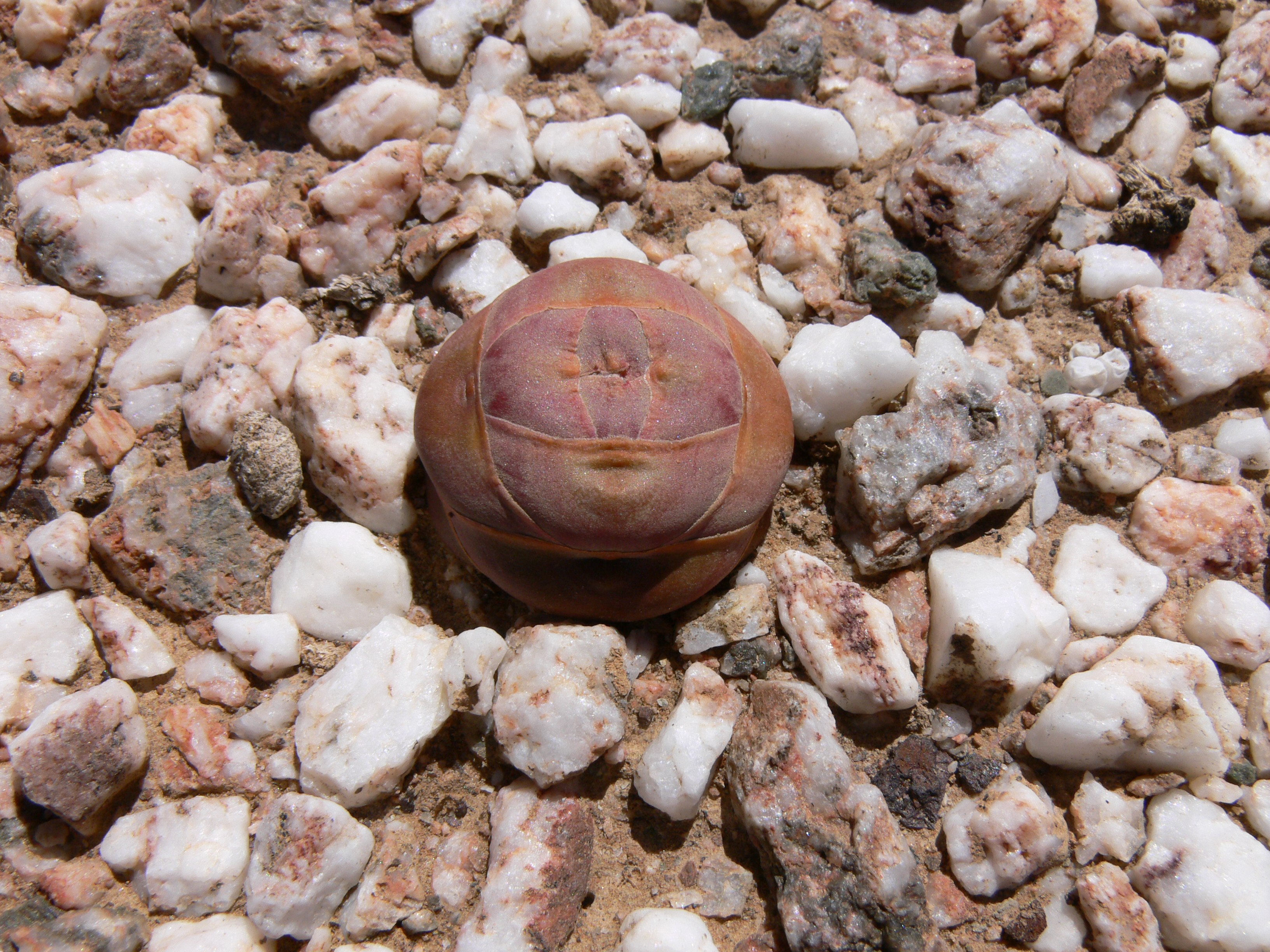
Crassula columnaris
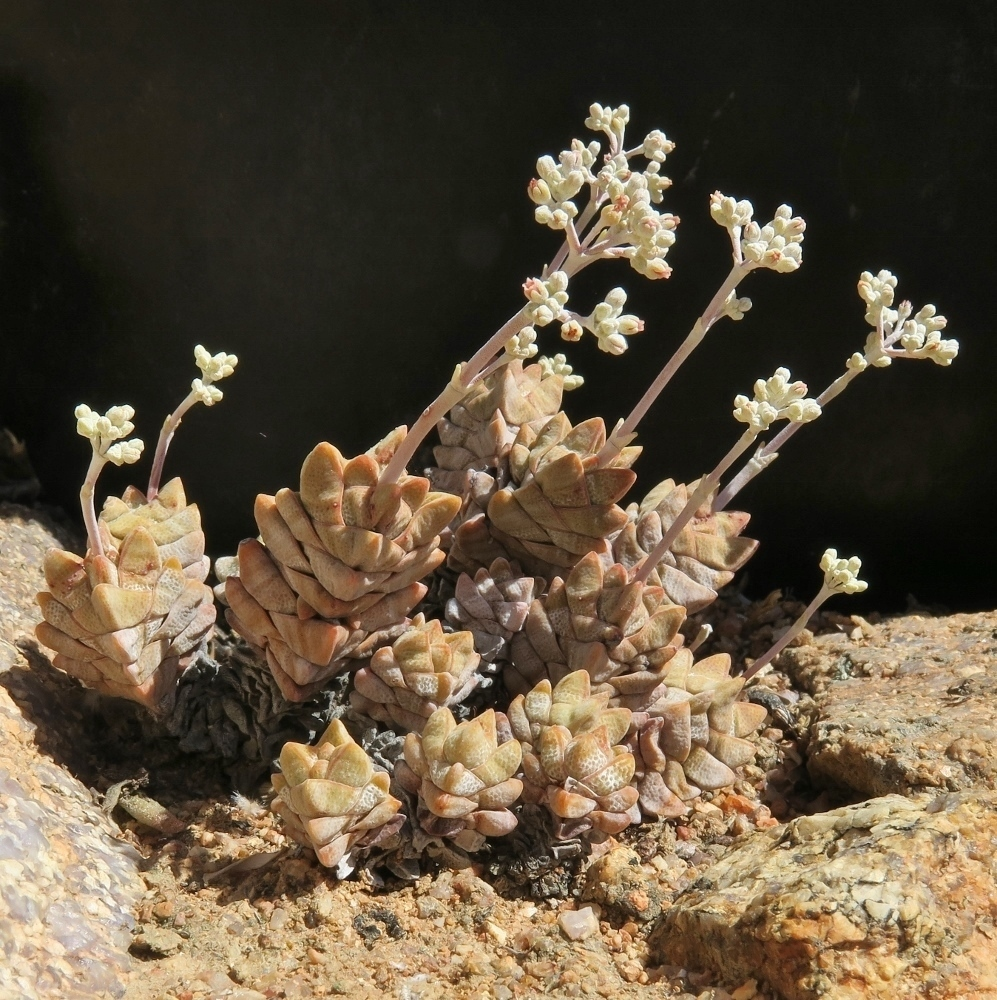
Crassula deceptor
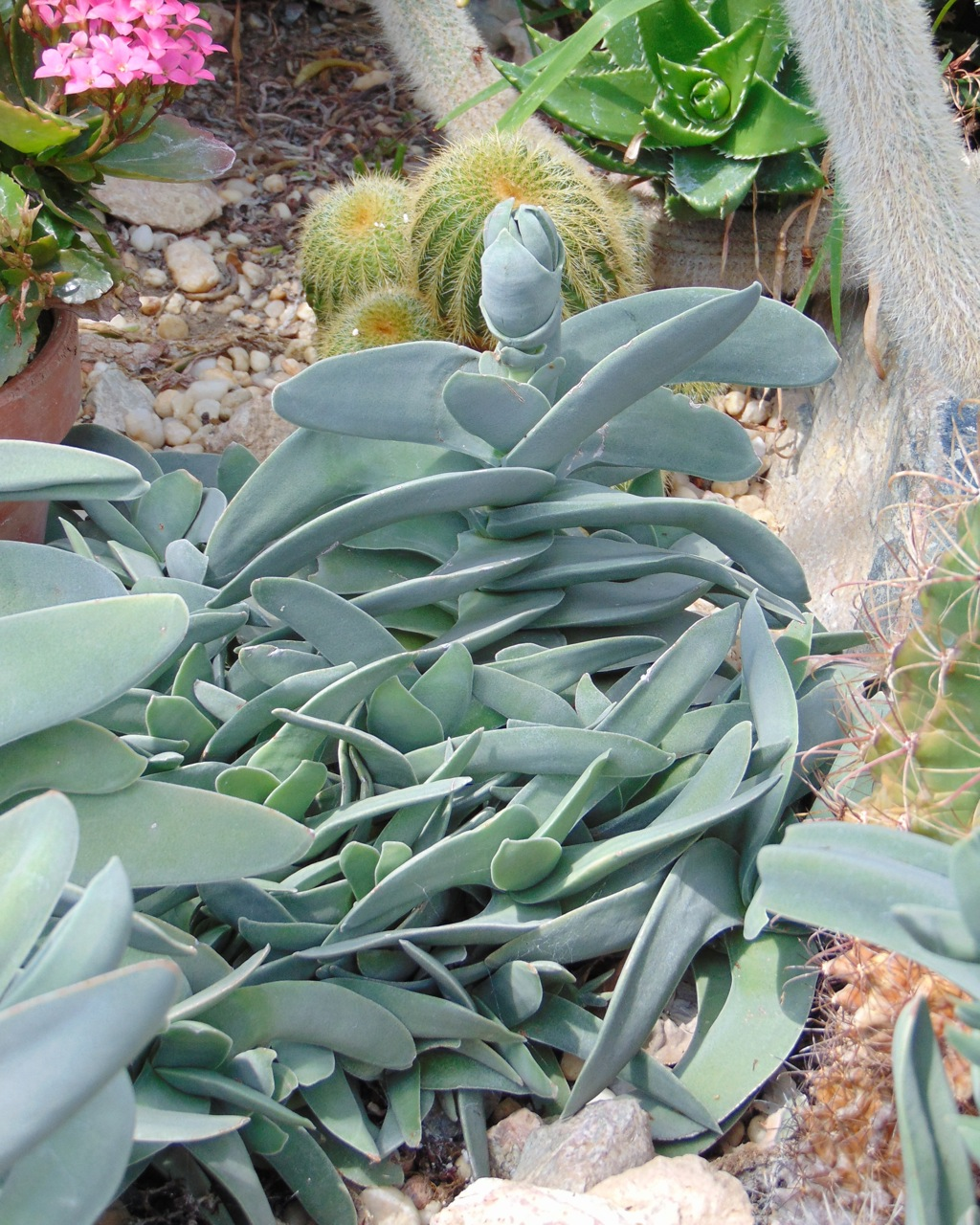
Crassula perfoliata
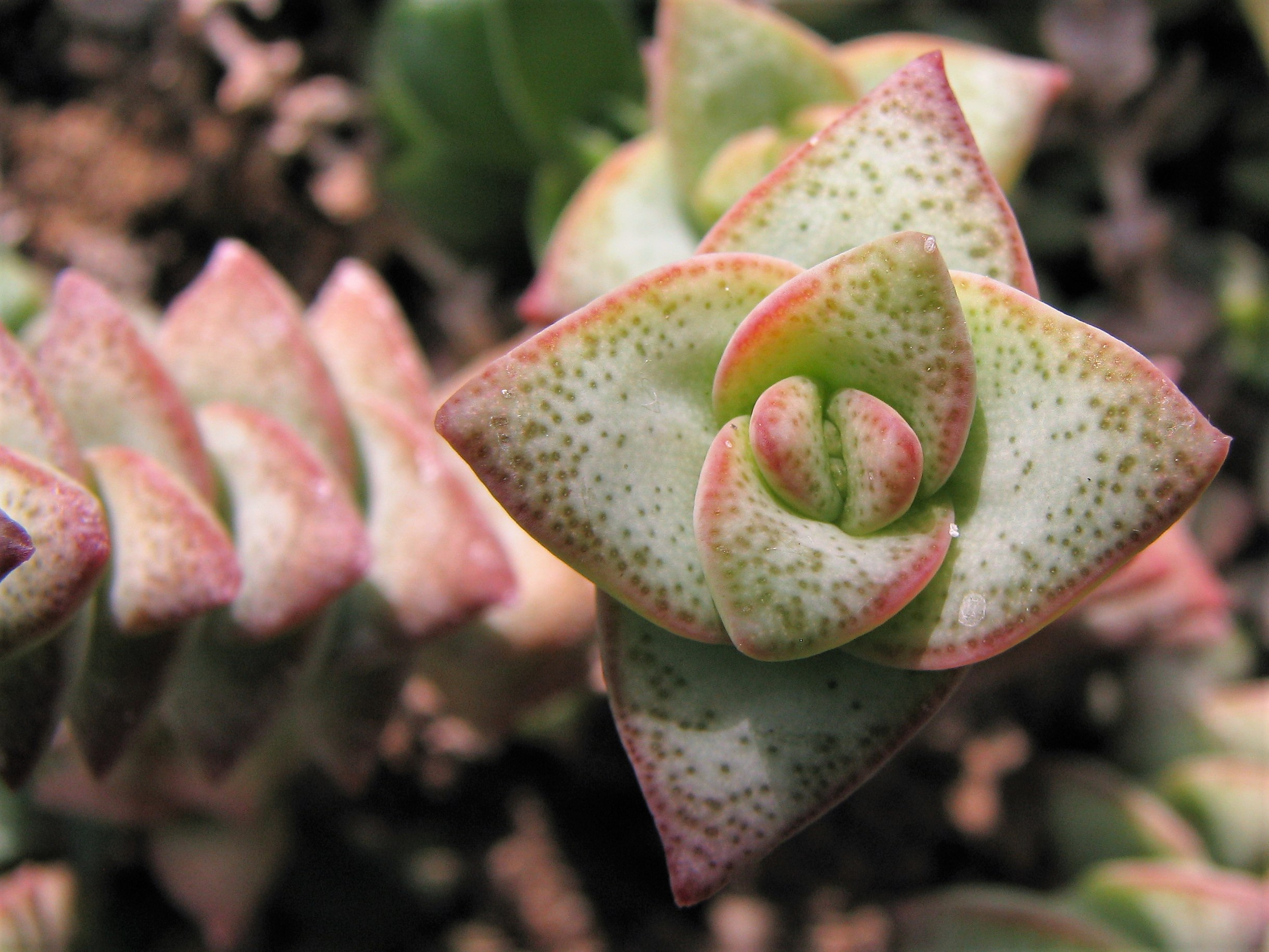
Crassula perforata
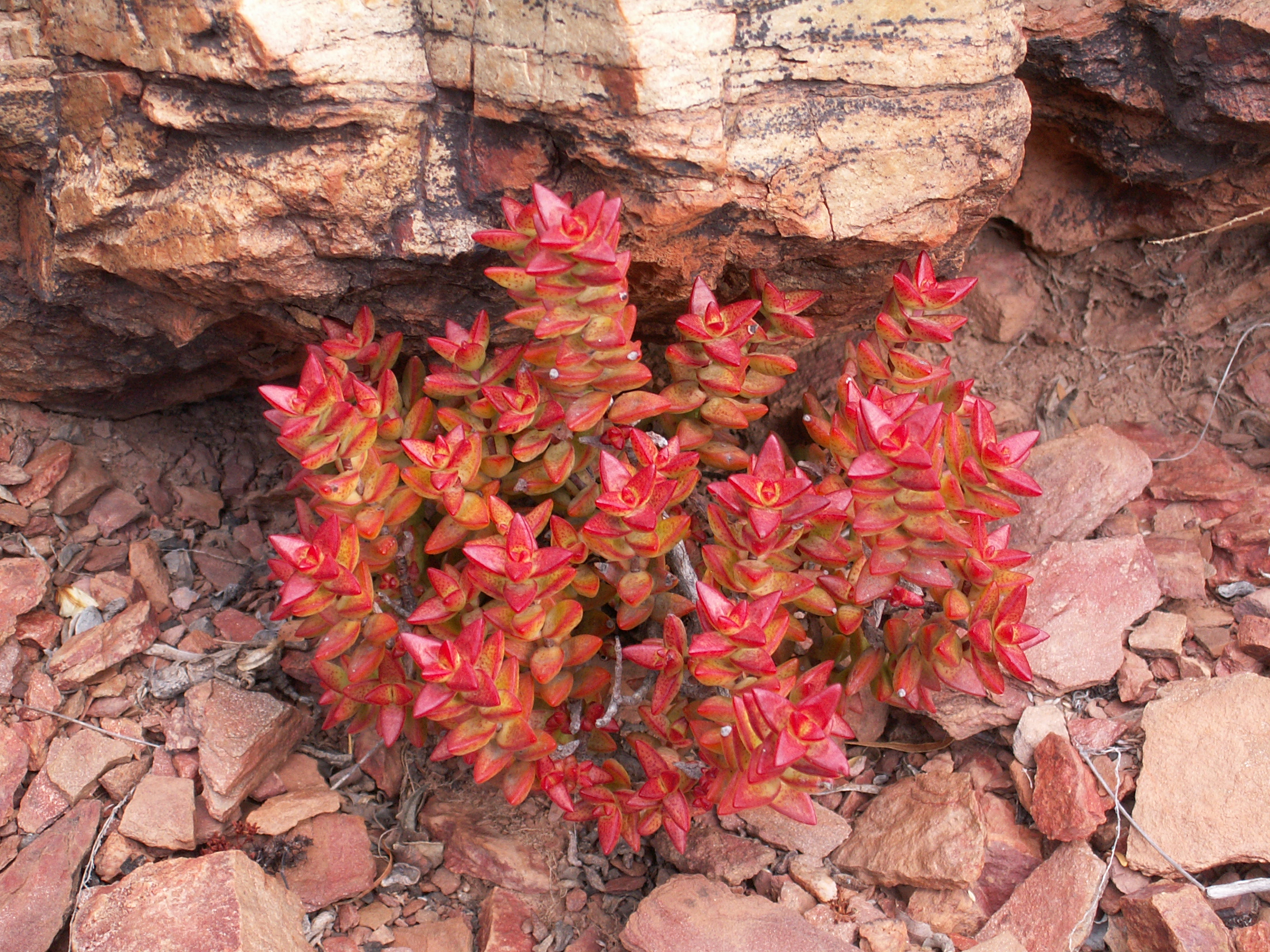
Crassula rupestris
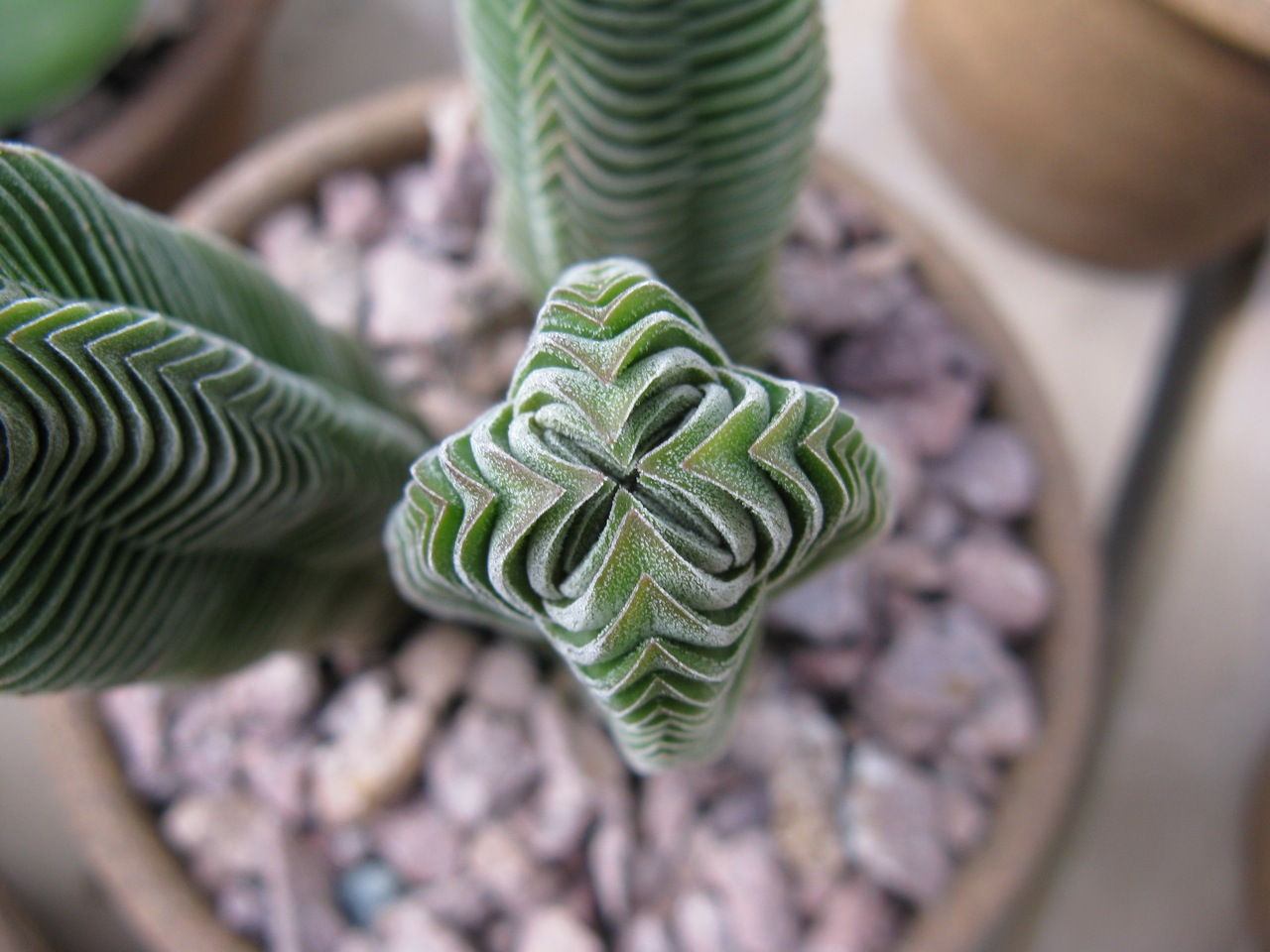
Crassula pyramidalis
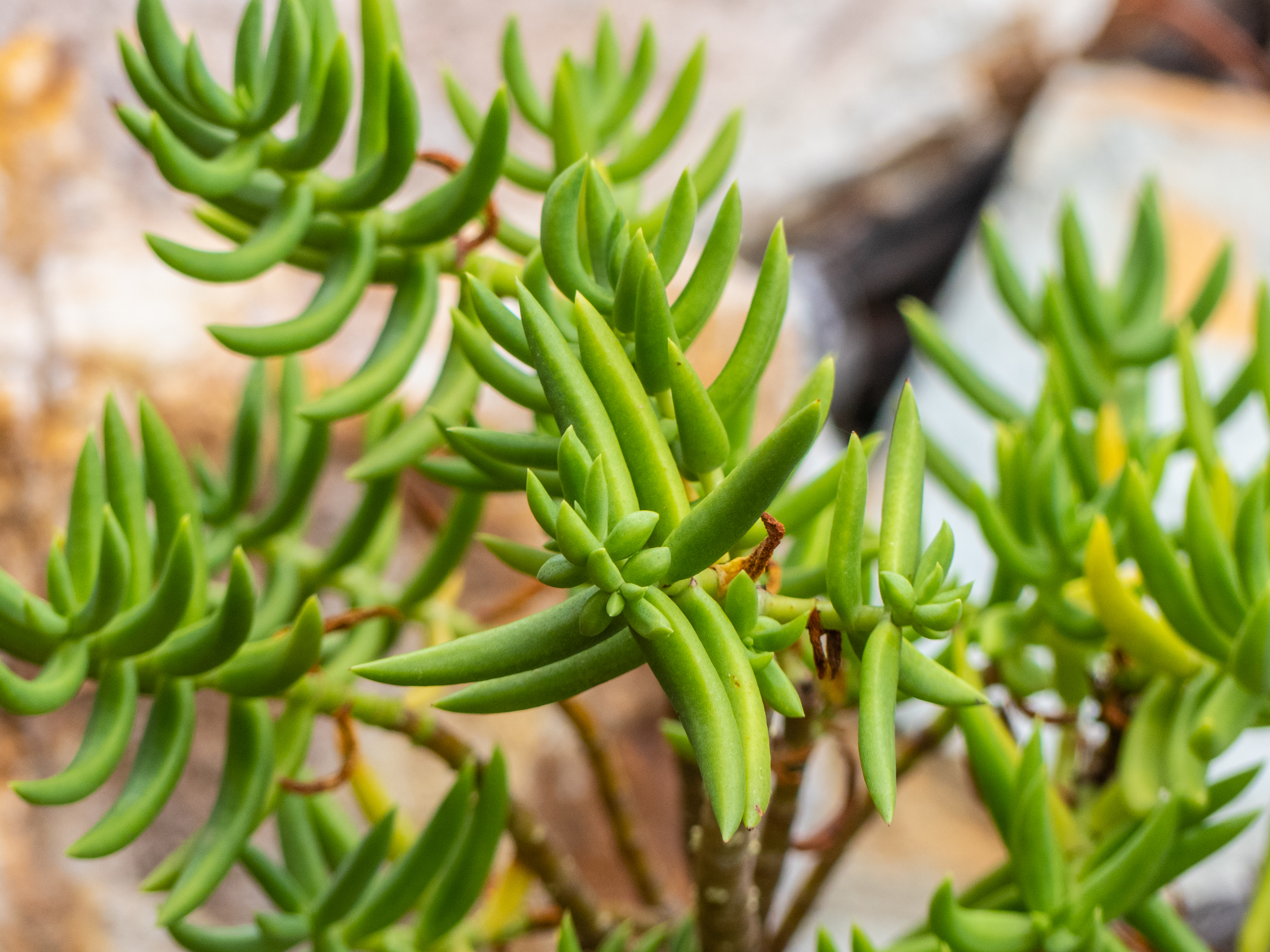
Crassula tetragona
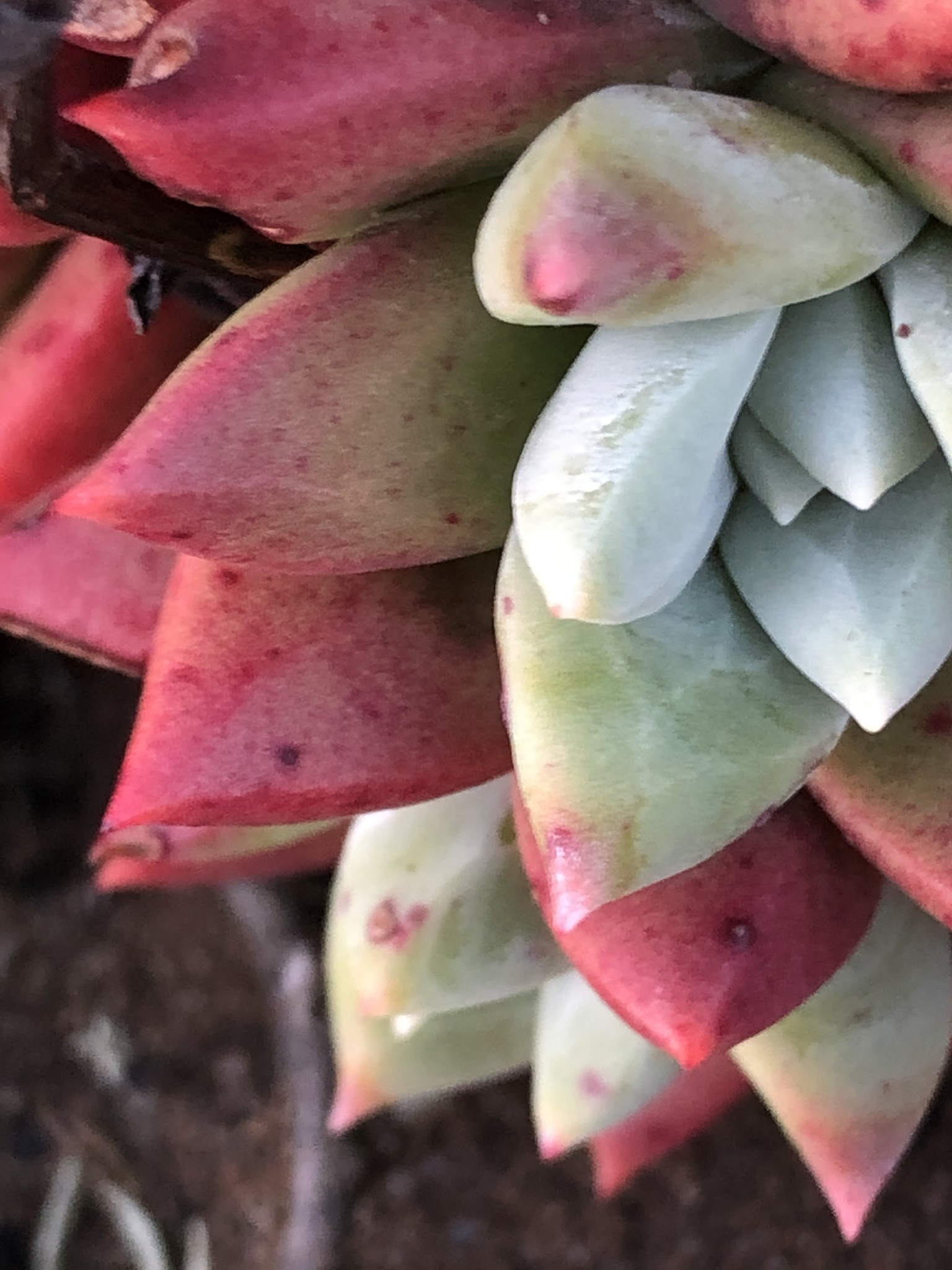
Dudleya farinosa
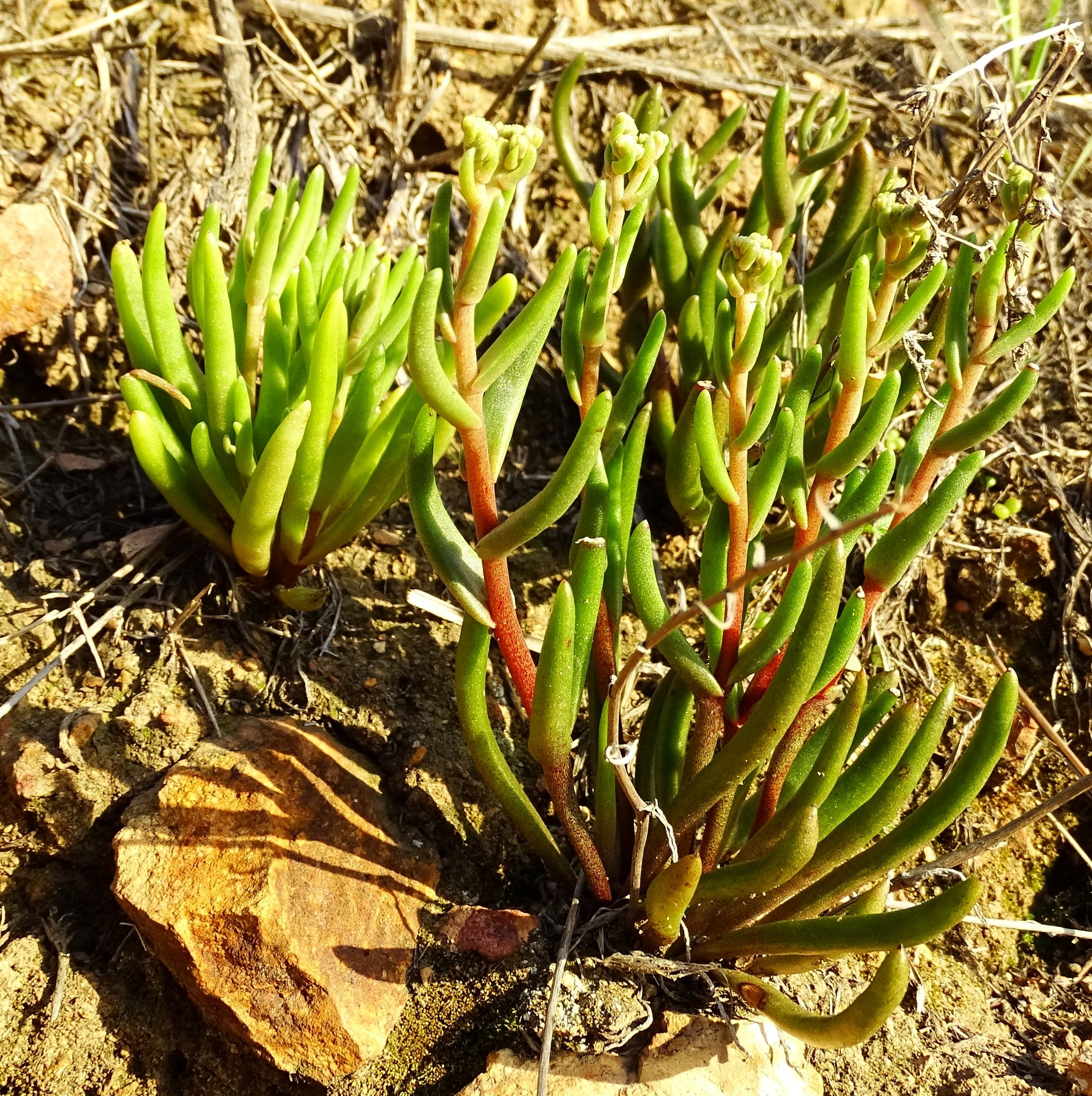
Dudleya multicaulis
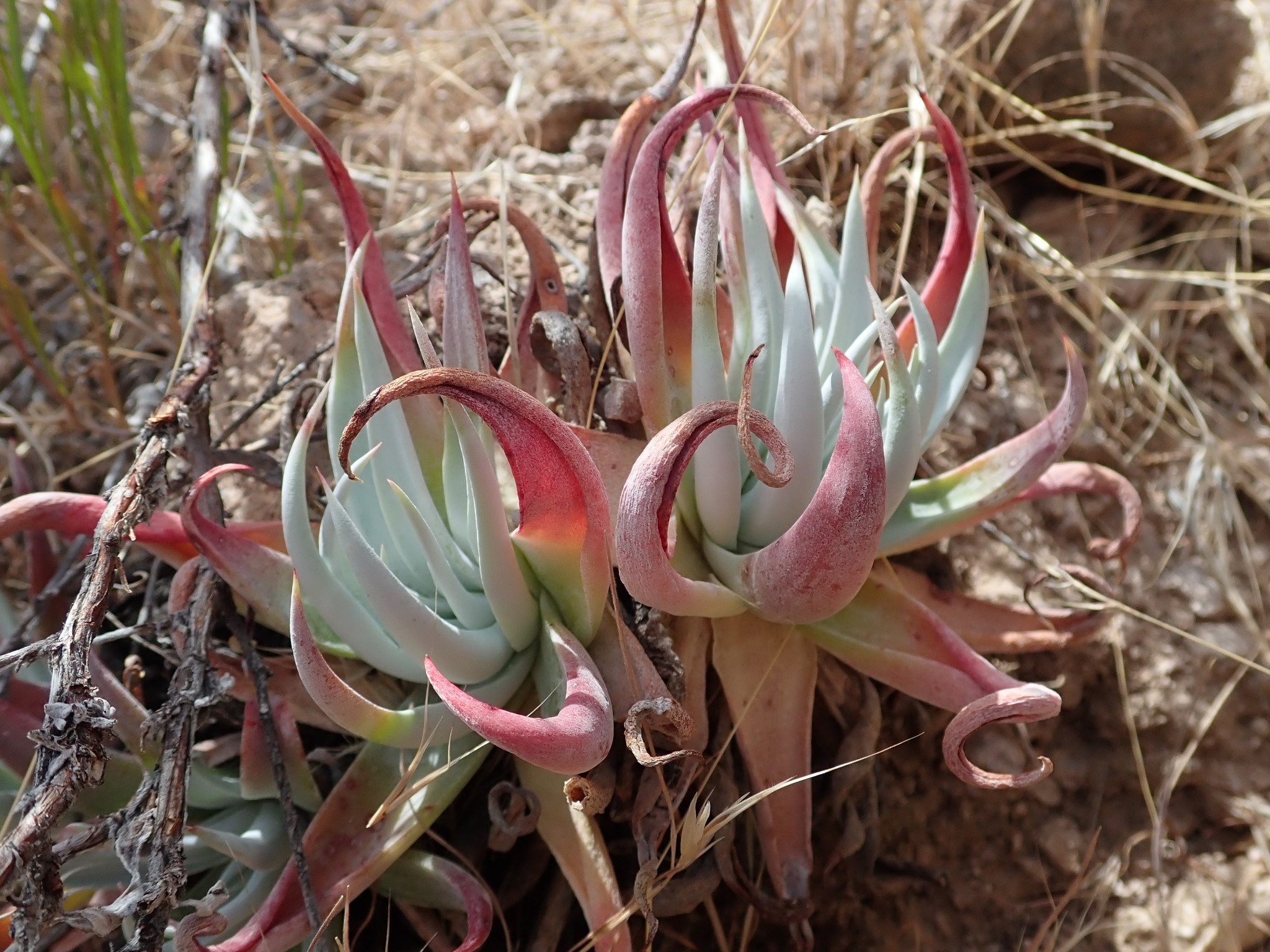
Dudleya saxosa
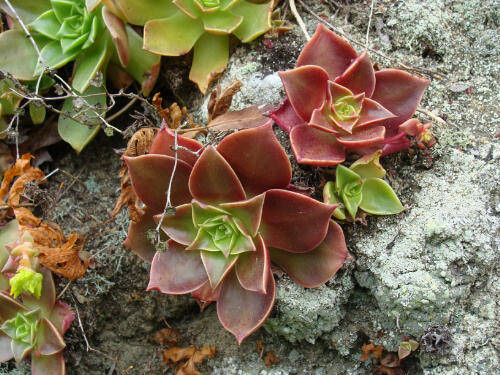
Dudleya stolonifera
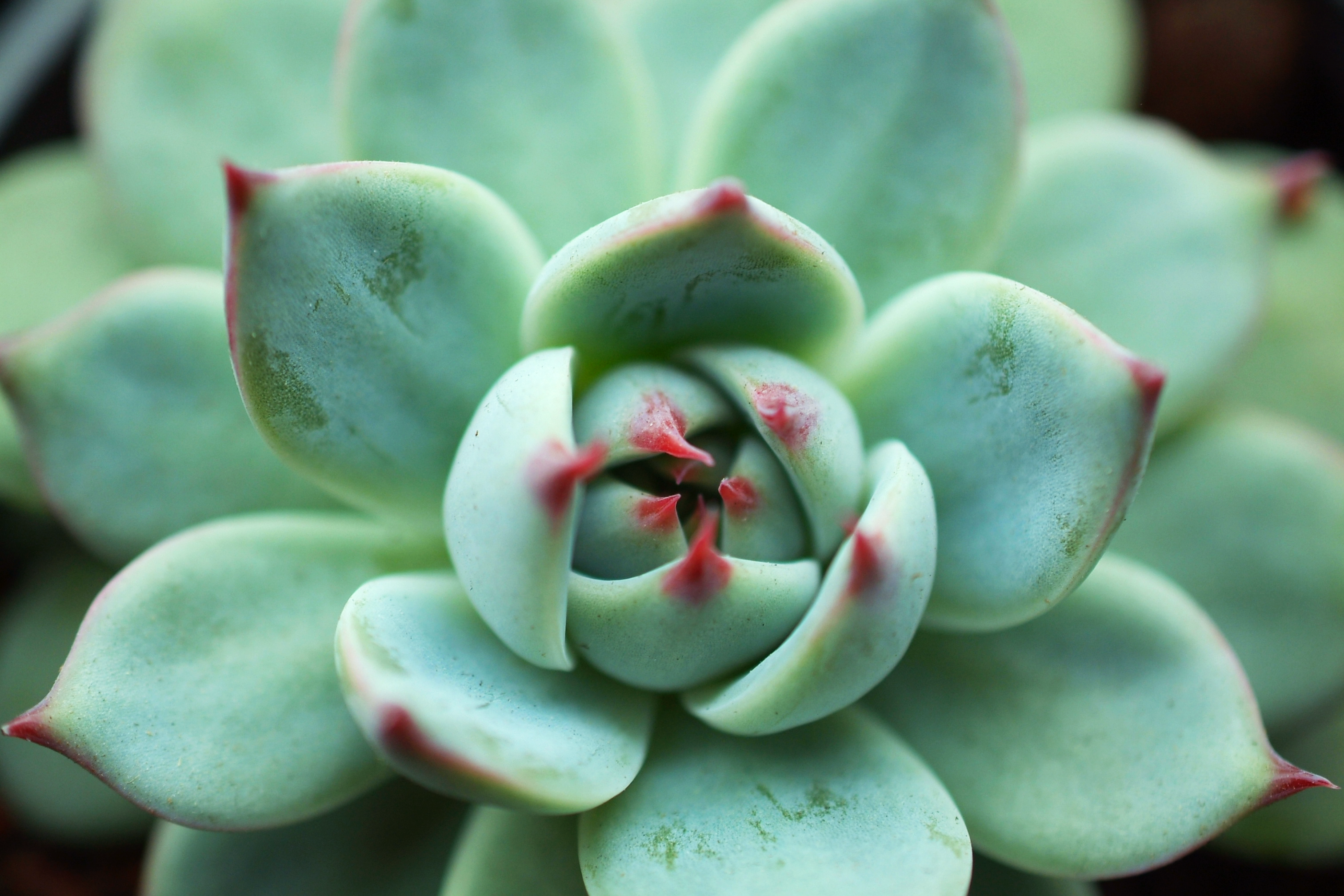
Echeveria chihuahuaensis
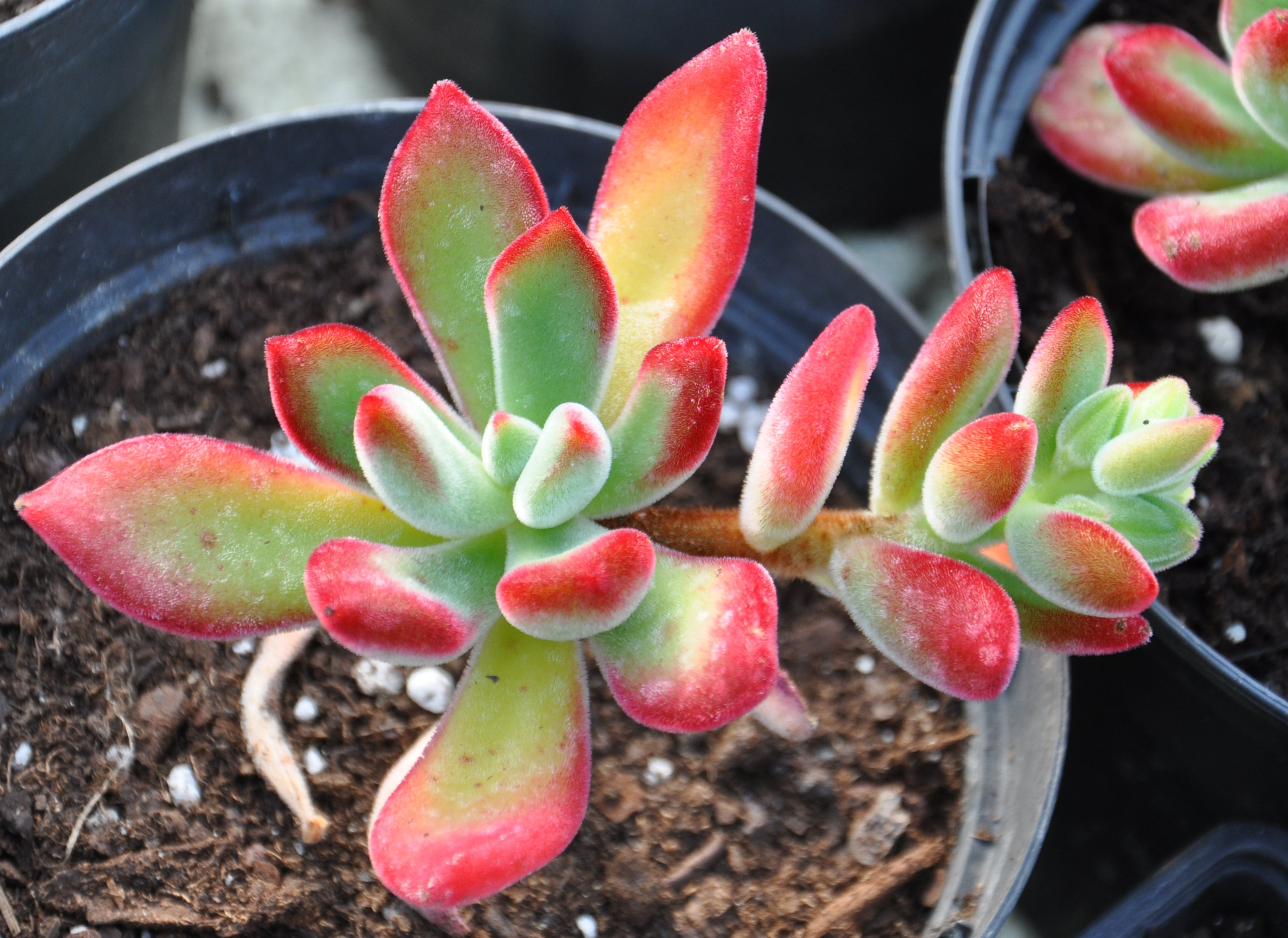
Echeveria pulvinata
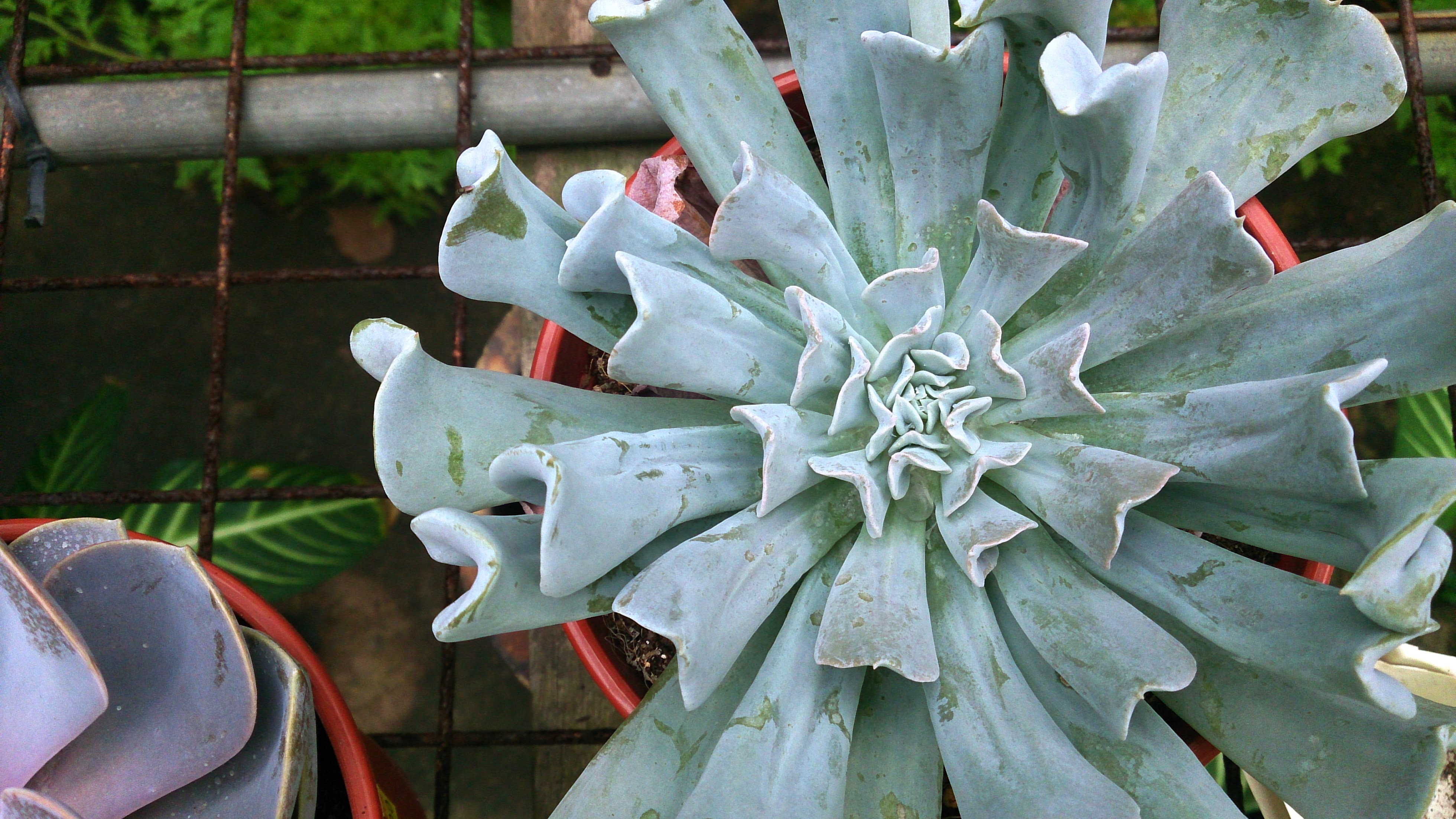
Echeveria runyonii
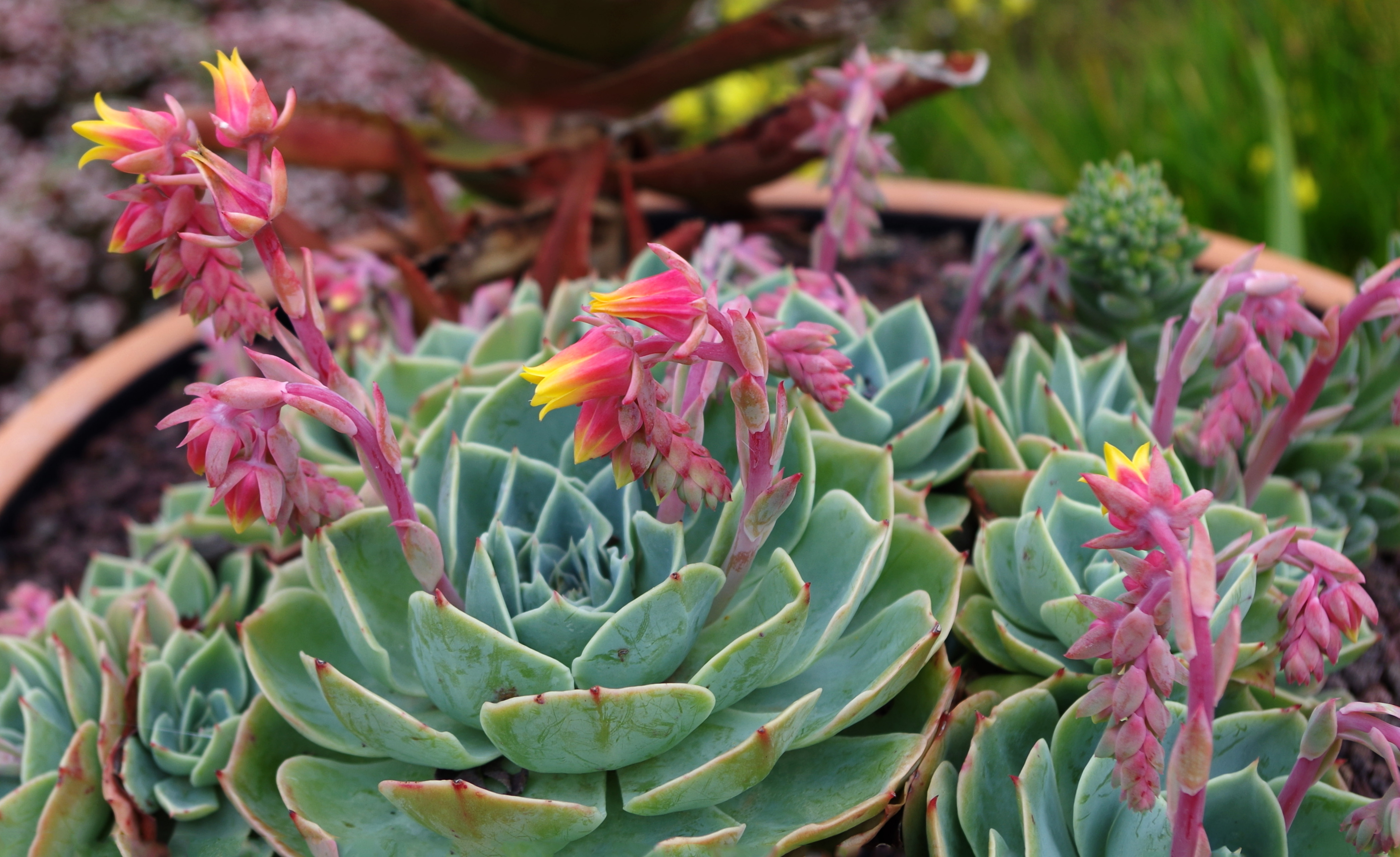
Echeveria secunda
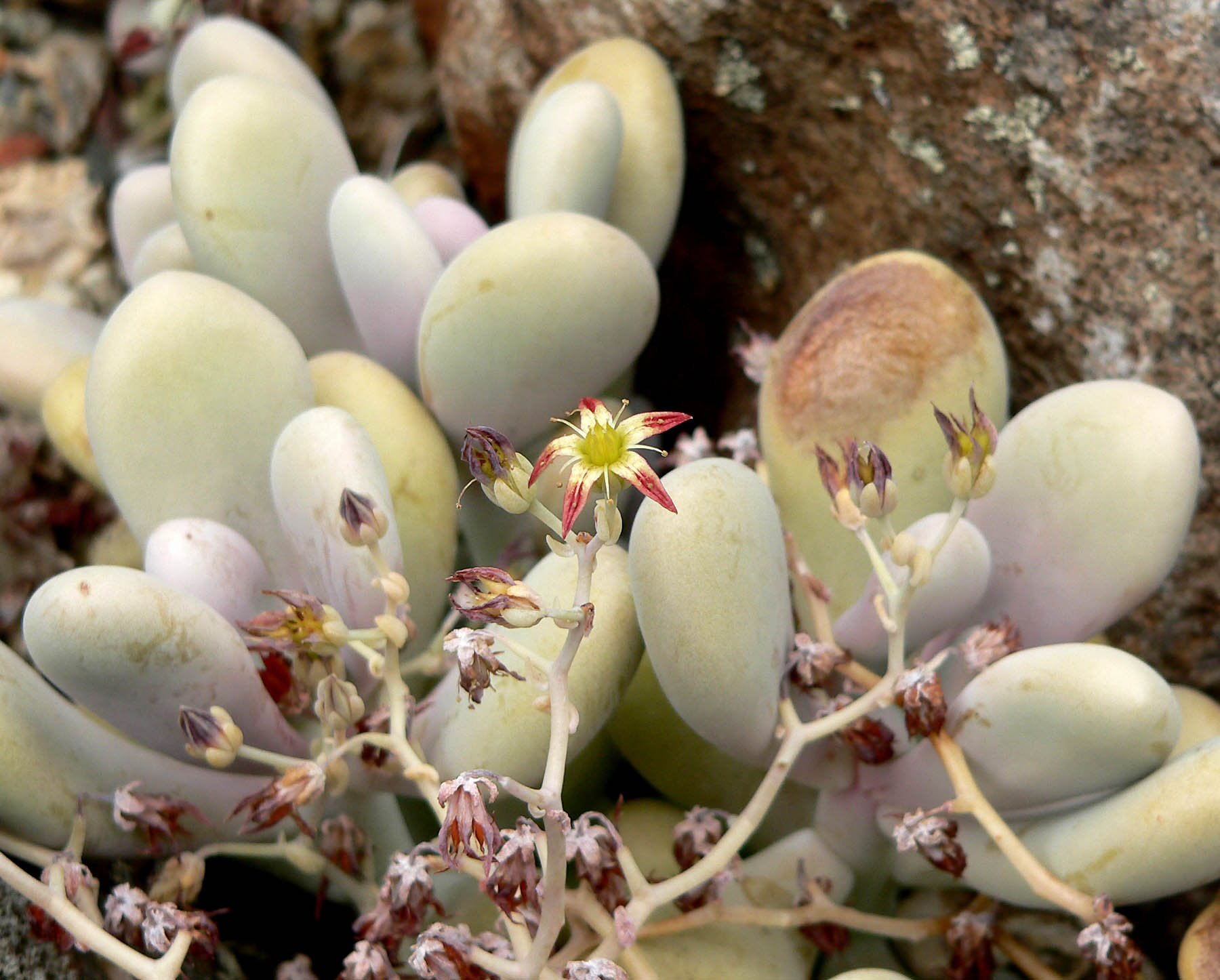
Graptopetalum amethystinum
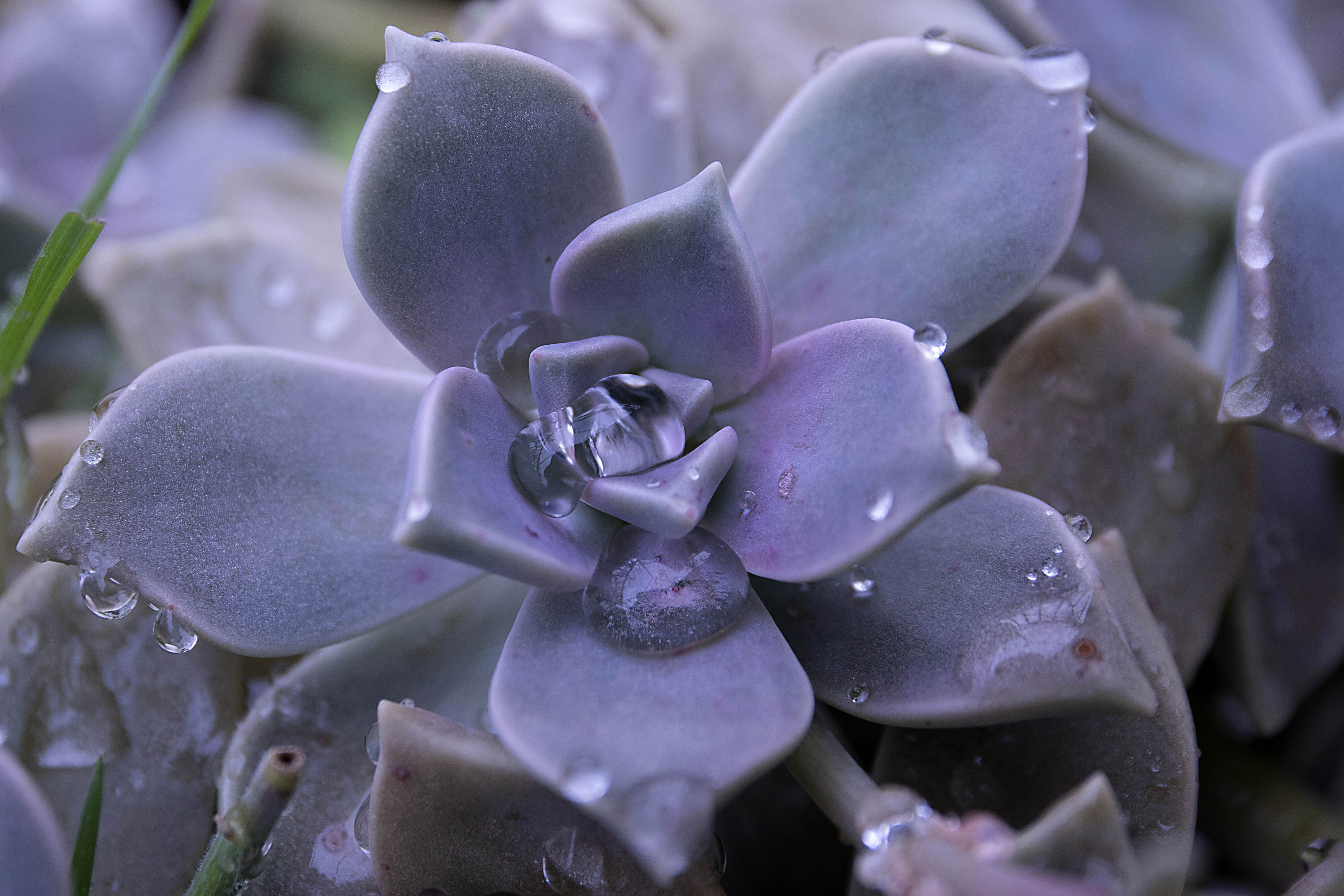
Graptopetalum paraguayense
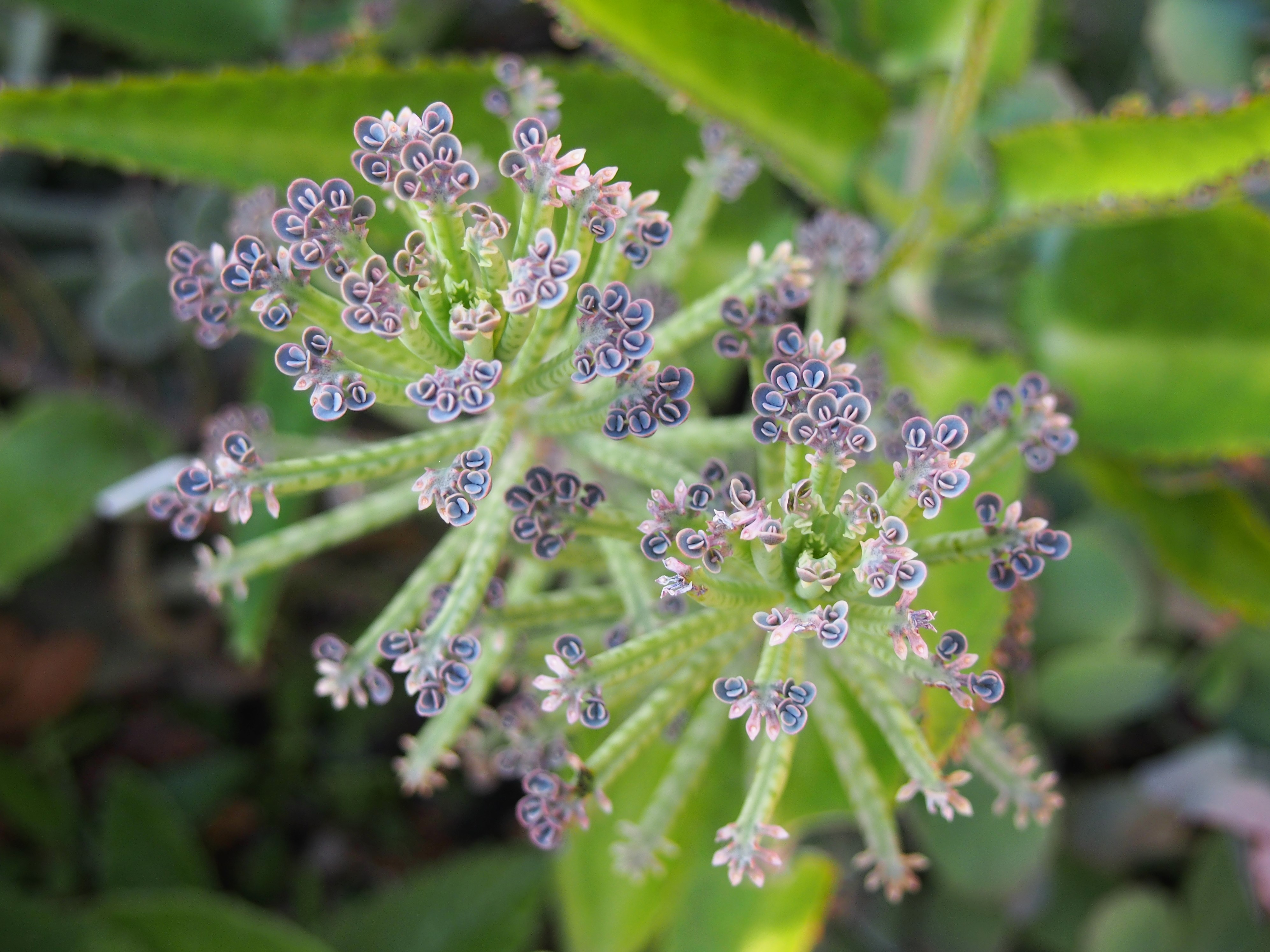
Kalanchoe delagoensis
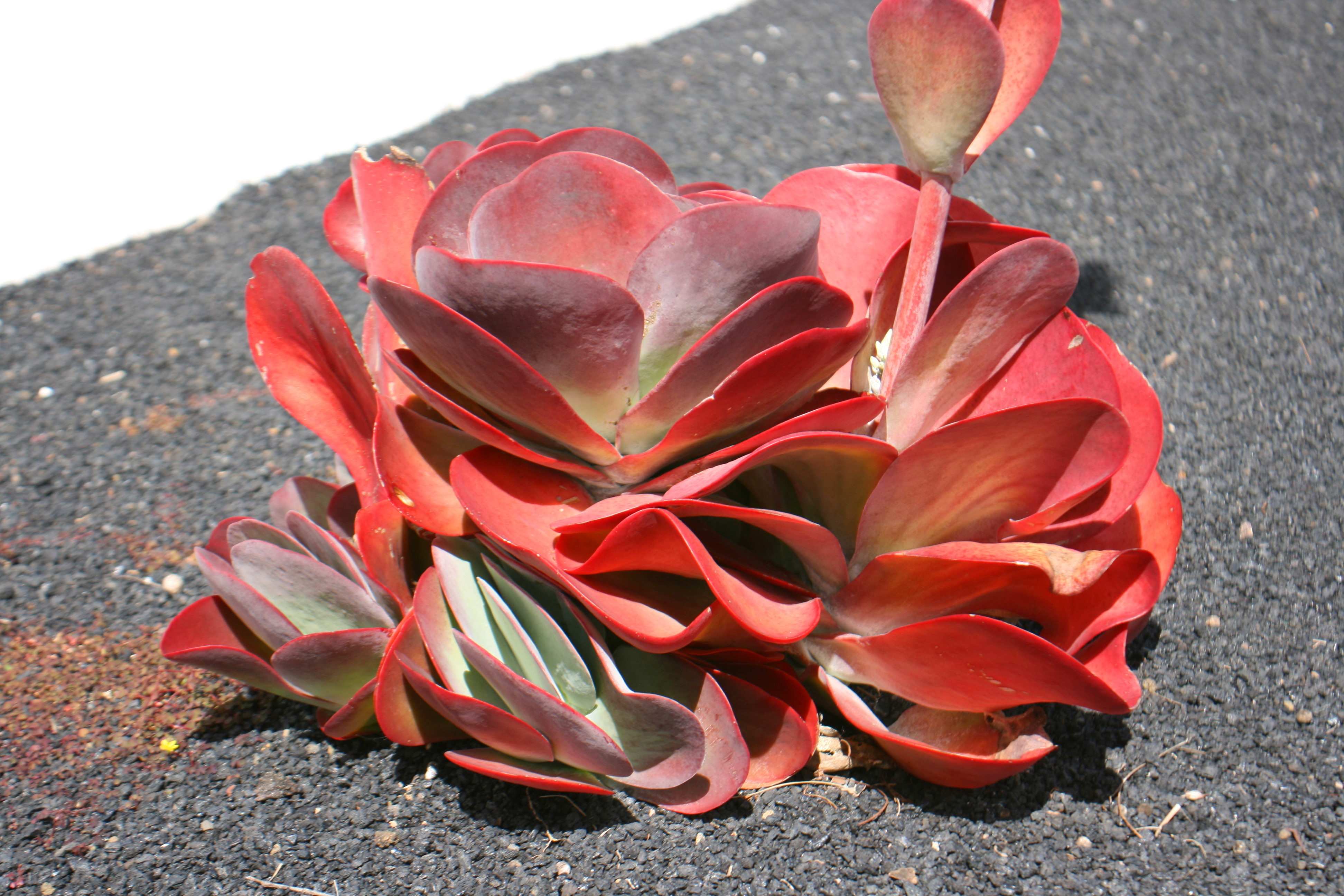
Kalanchoe luciae
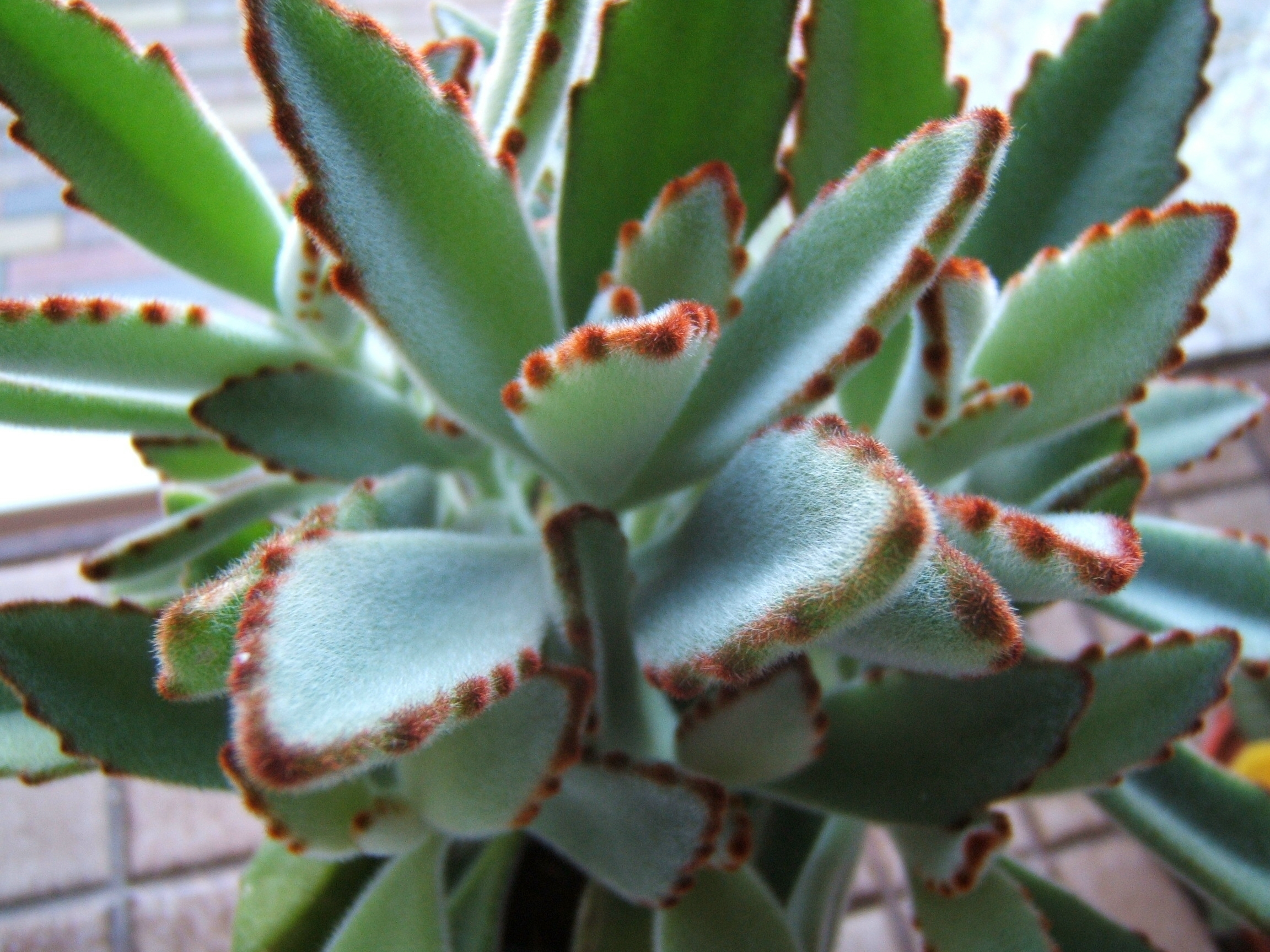
Kalanchoe tomentosa
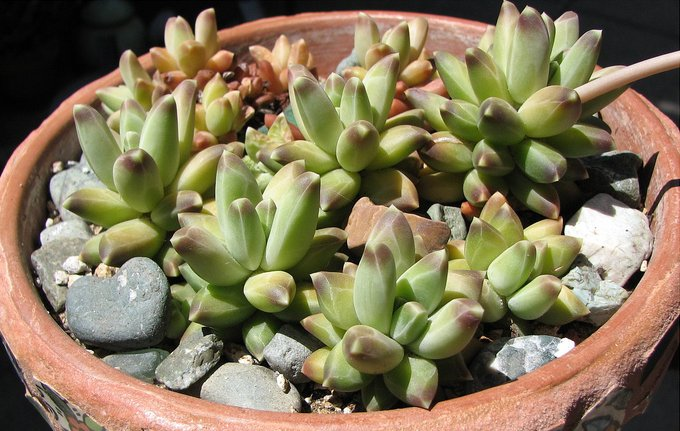
Pachyphytum compactum
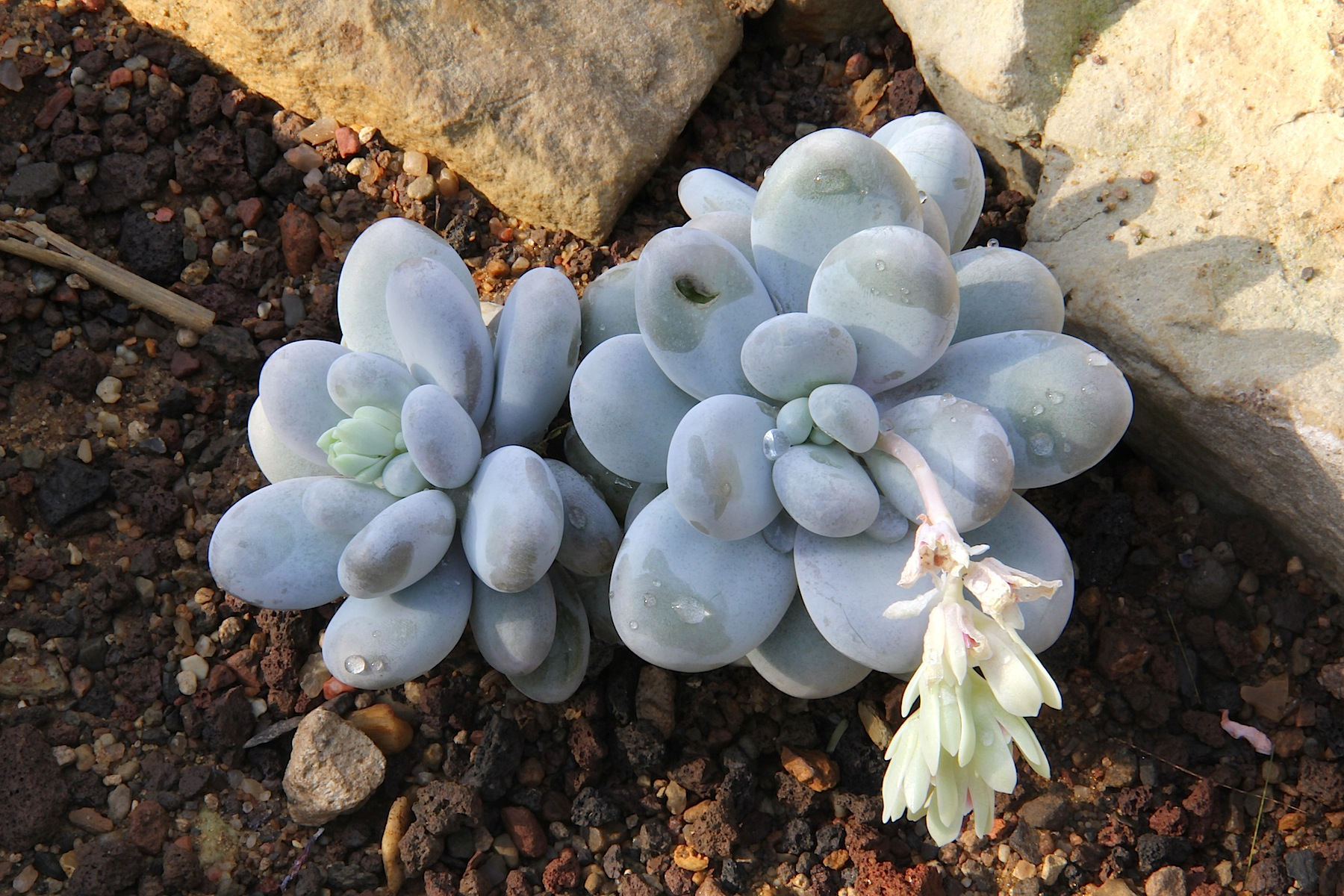
Pachyphytum oviferum
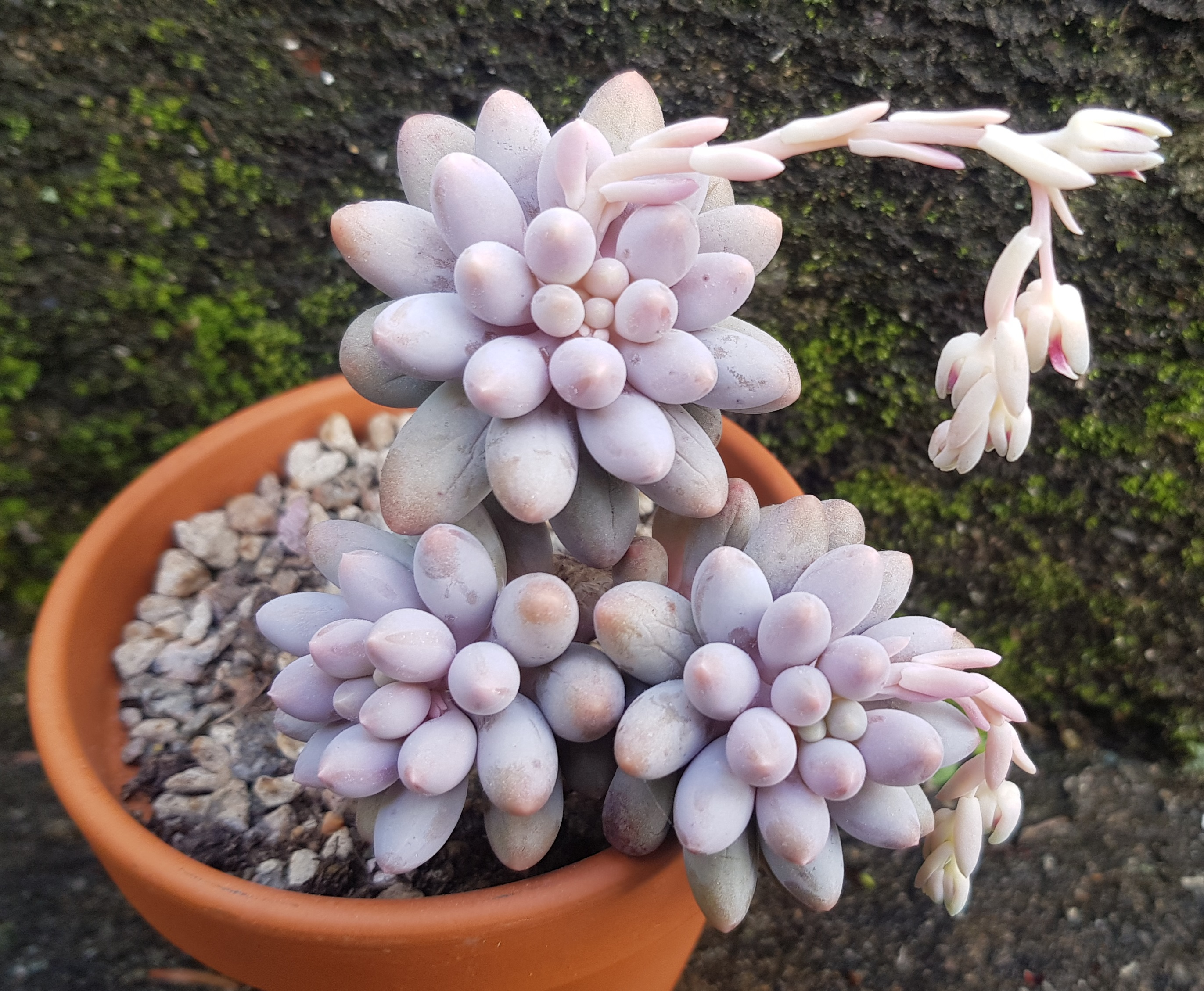
Pachyphytum rzedowskii
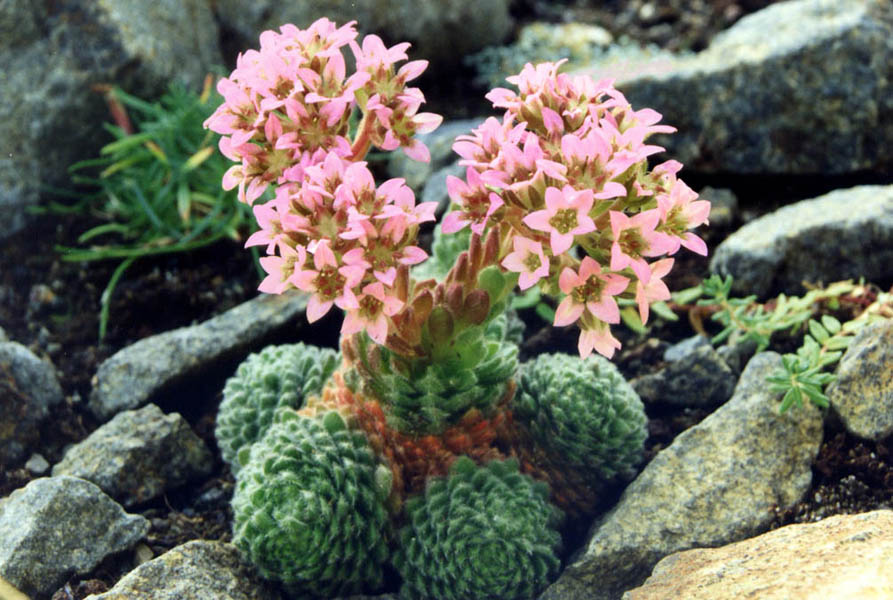
Prometheum pilosum
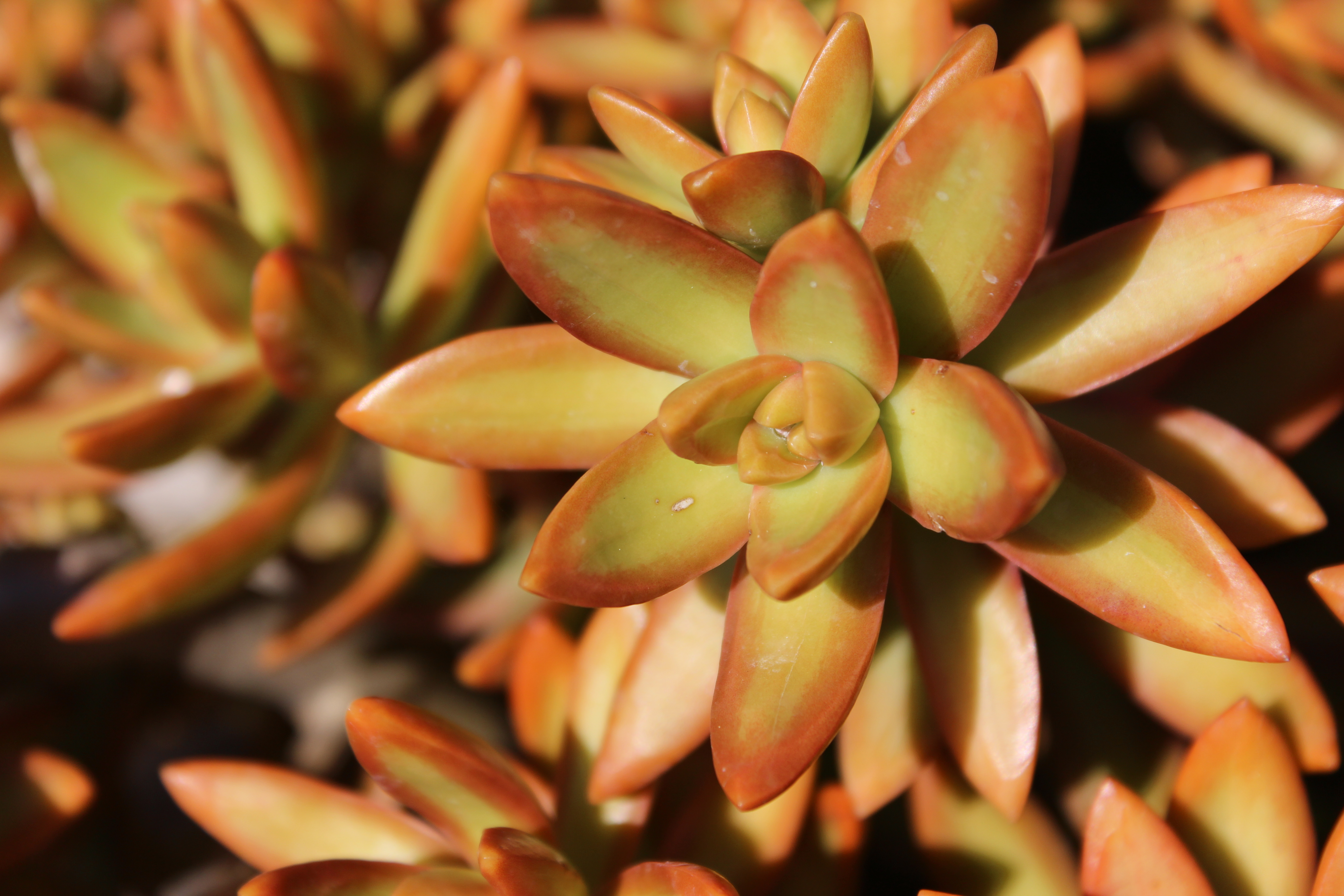
Sedum adolphii
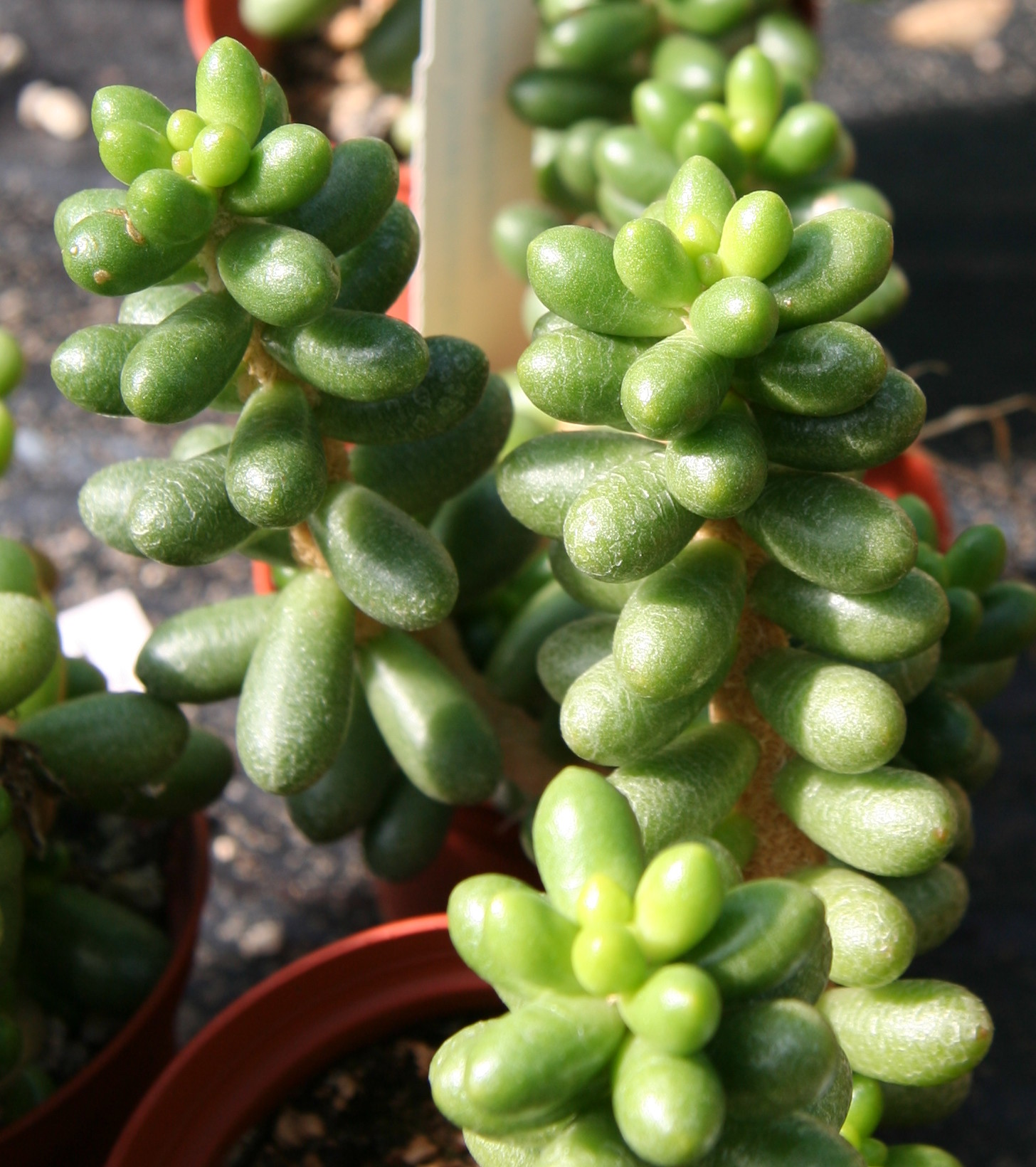
Sedum hernandezii
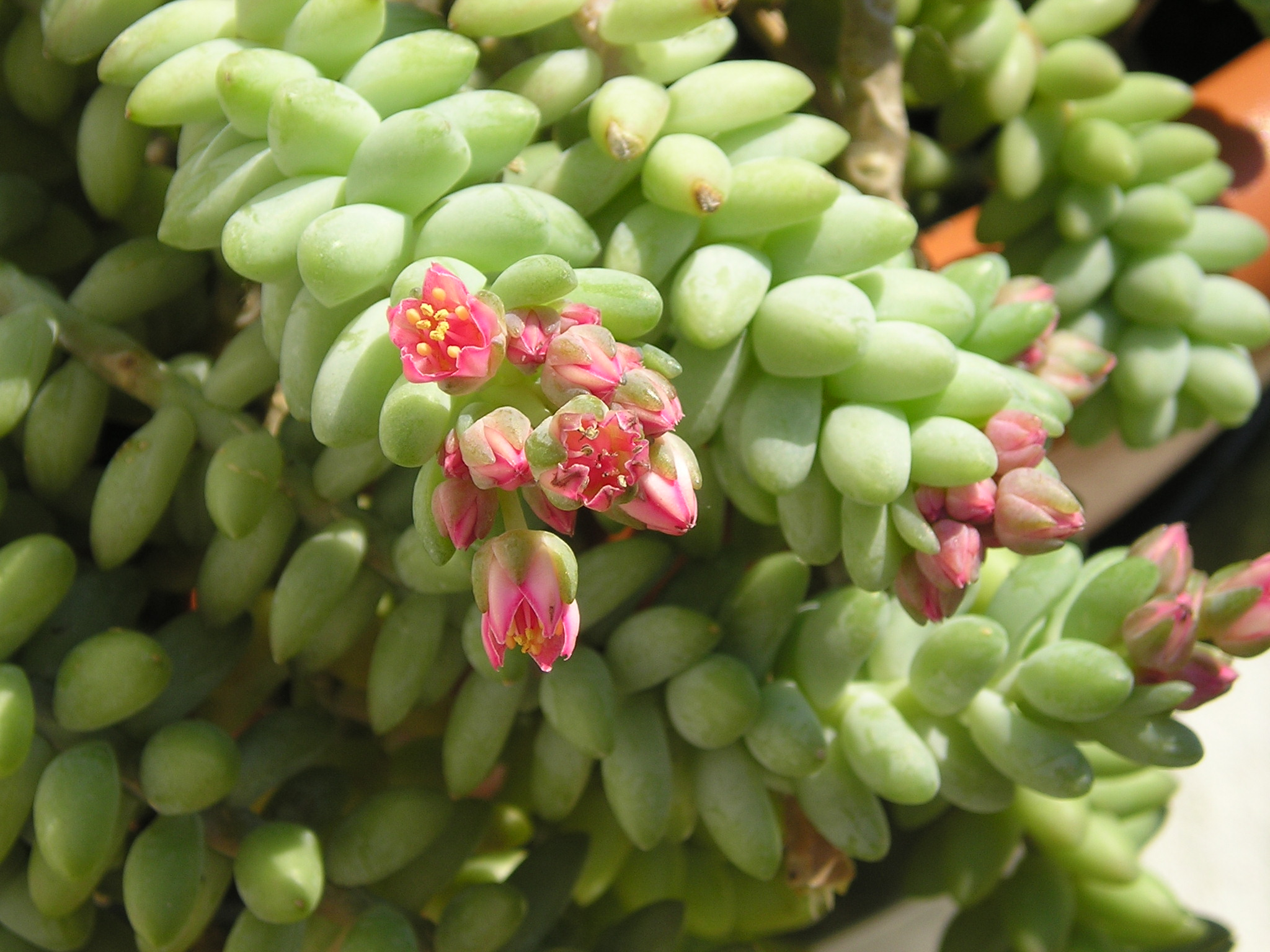
Sedum morganianum
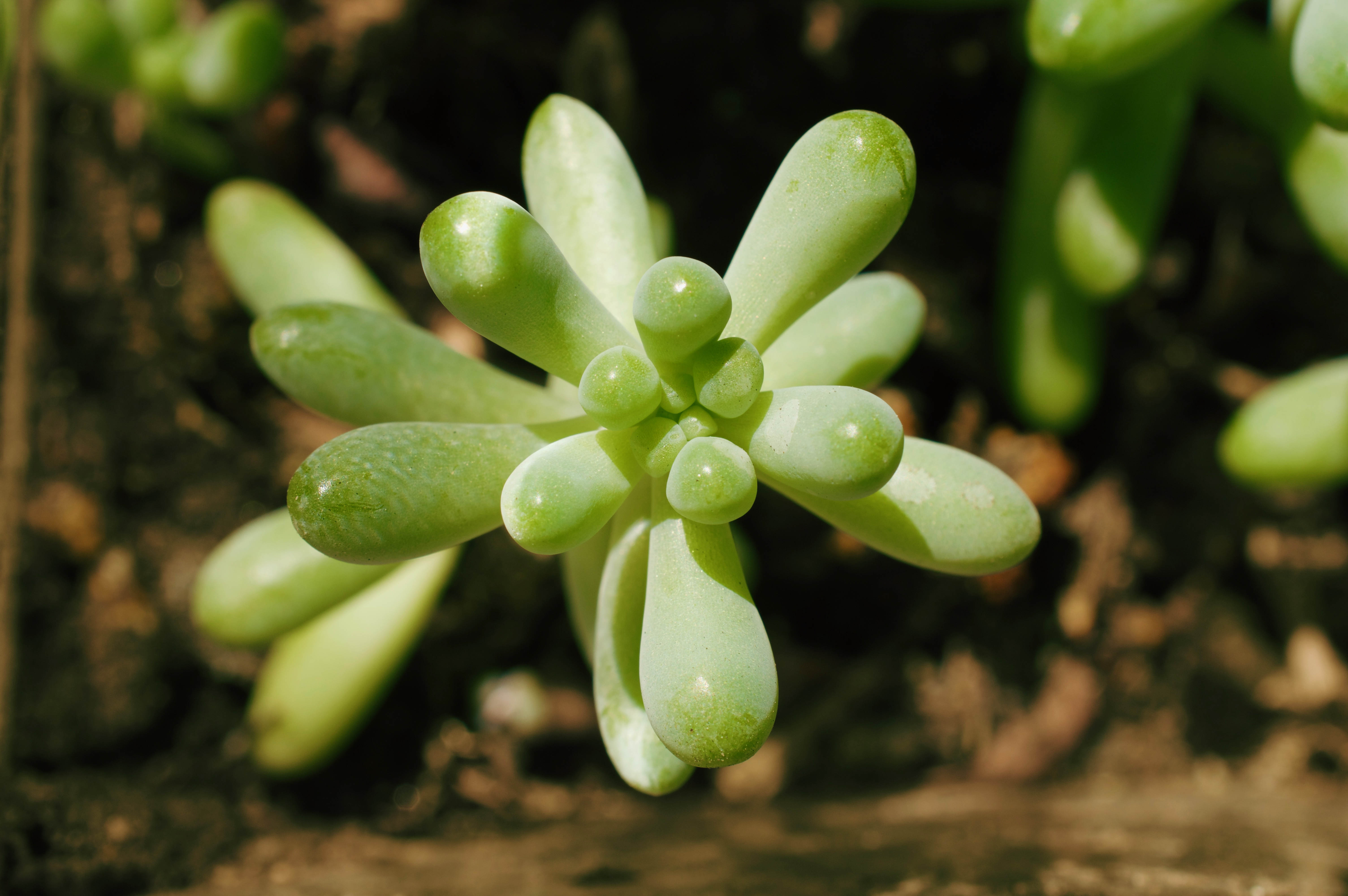
Sedum pachyphyllum
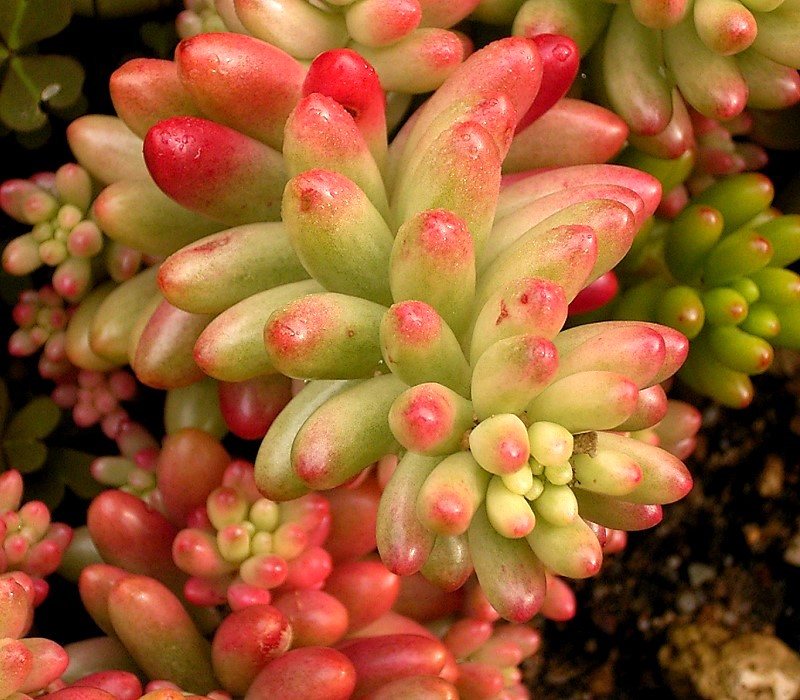
Sedum rubrotinctum
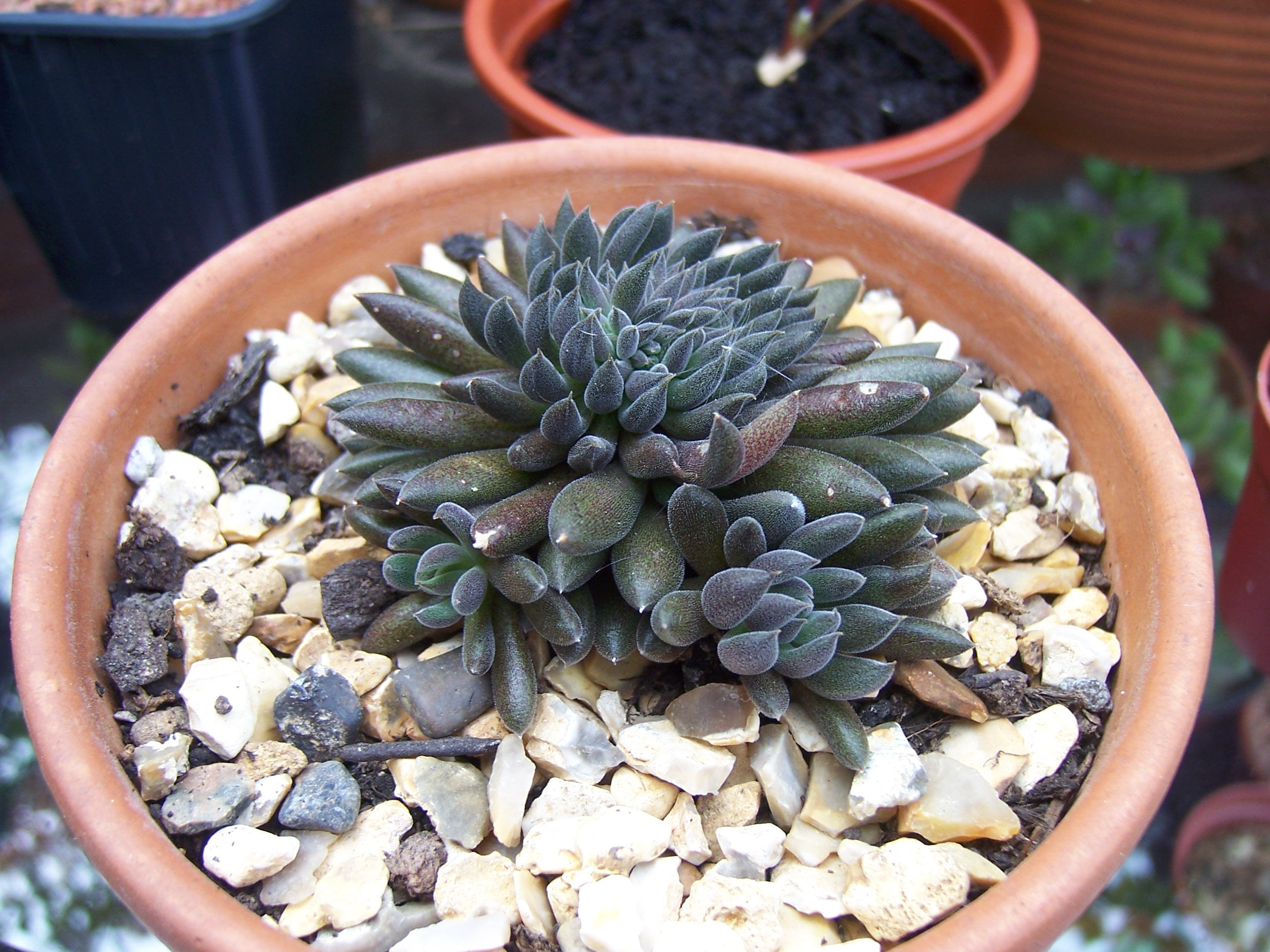
Sinocrassula yunnanensis